# Carrefour dans le folklore et la mythologie

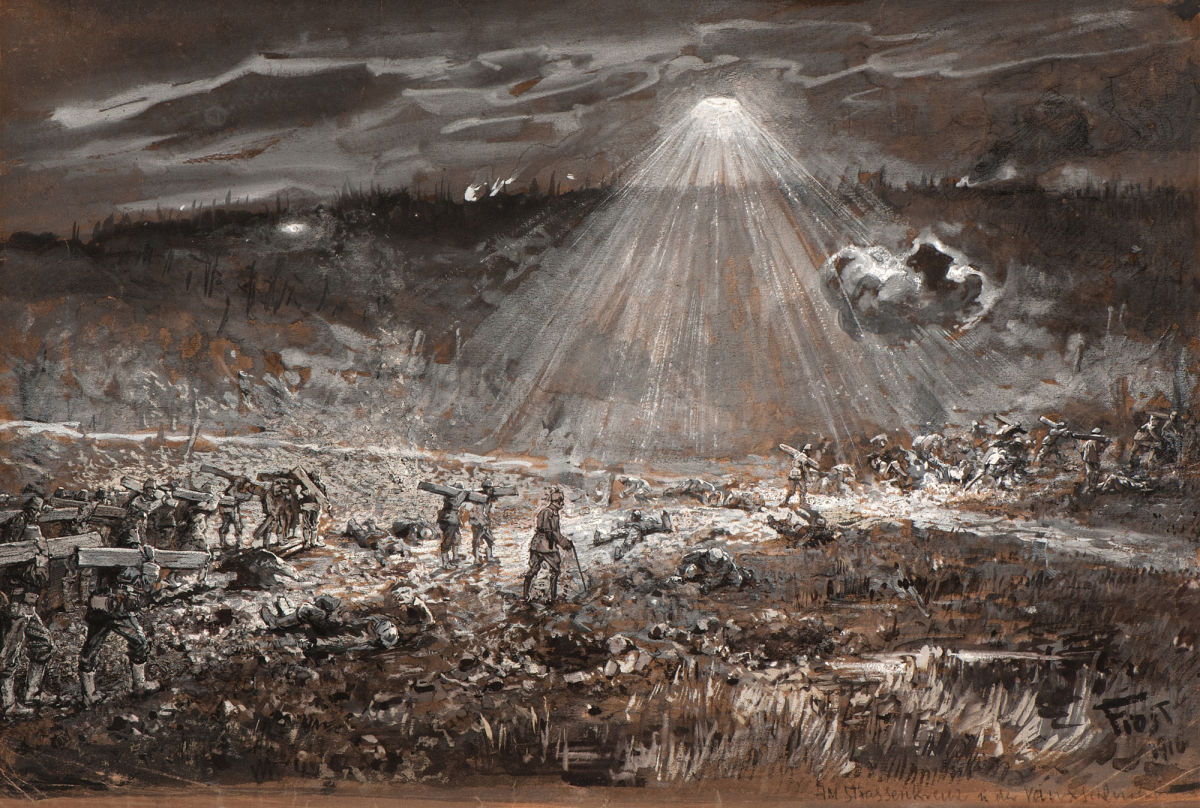
Sombre vision d'un carrefour, peinture de Martin Frost, 1916.

Le carrefour dans le folklore et la mythologie possède une riche et ancienne tradition. Depuis l'Antiquité et peut-être le Néolithique, le carrefour est un lieu inquiétant, voué aux puissances surnaturelles. Il joue un rôle important dans l'histoire de la mythologie mondiale, du folklore et de la sorcellerie, présent dans d'innombrables contes et légendes. Dans la Grèce antique, Hécate était à la fois la déesse des carrefours et de la magie. Plus tard, au Moyen Âge, c'est un des lieux favoris du sabbat des sorcières et de rencontre avec des êtres surnaturels. Sa sinistre réputation lui vaut de devenir un lieu d'exécution capitale et de sépulture infamantes. Depuis sa création, l'église catholique cherche à conjurer ces lieux diaboliques en les christianisant et marquant sa présence par des croix chrétiennes (qui présentent d'ailleurs une forme de carrefour).
La sombre réputation du carrefour se perpétue par des légendes et des traditions jusqu'à nos jours, mais c'est aussi un endroit poétique, celui de la rencontre inattendue, du choix, de l'incertitude et du destin qui peut s'y jouer,.

## Le carrefour dans les mythologies

### Antiquité mésopotamienne
Dès l'épopée de Gilgamesh écrite en akkadien du XVIIIe au XVIIe siècle av. J.-C., le carrefour est un symbole néfaste et sale. Quand Enkidu, sur son lit de mort, maudit la prostituée Shamhat, il lui lance : « Que le carrefour (du quartier) des potiers soit l’endroit où tu t’assoies ».
S'il n'y pas de divinité connue des carrefours, des pratiques magiques sont attestées aux carrefours dès l'Antiquité mésopotamienne. À l'instar d'un égout ou d'un pont, le carrefour que l'on piétine est considéré comme un lieu sale. C'est à ce titre qu'il peut être choisi pour enterrer une figurine d’envoûtement dont certaines ont été retrouvées.

### Mythologie grecque

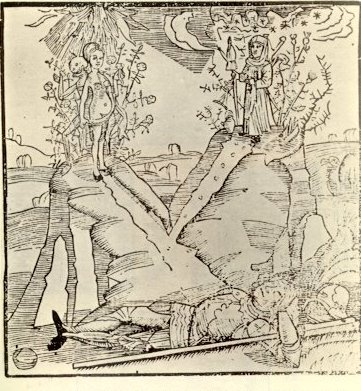
Hercule au carrefour, hésitant entre le Vice et la Vertu, gravure anonyme de 1497.

Dans la mythologie grecque, Hermès, dieu des voyageurs est parfois associé aux carrefours. Il était en effet de coutume de placer des empilements de pierres en son honneur aux carrefours : chaque voyageur ajoutait une pierre à l'édifice. Ces tas de pierres ont été peu à peu supplantés par des bornes en pierre de forme phallique placées le long des routes, pour aboutir à la forme équarrie et quadrangulaire des hermès, surmontés de la tête du dieu et portant, en leur centre et en relief, ses attributs virils. Théophraste dans ses Caractères décrit le rituel que le superstitieux pratique sur les « pierres ointes qu'on trouve aux carrefours ; il y déverse l'huile de sa fiole, tombe à genoux et ne s'éloigne qu'après s'être prosterné dans l'adoration ».
Le carrefour est aussi le lieu du choix à prendre, de la rencontre avec le destin. C'est à un carrefour qu'Œdipe rencontre et tue son père Laïos, accomplissant ainsi la première partie de son funeste destin.
C'est à un carrefour qu'Héraclès est soumis à son fameux choix, écrit par Prodicos de Céos et rapporté par Xénophon, où il doit choisir entre l’Excellence et le Vice.

#### Hécate, la sombre déesse des carrefours

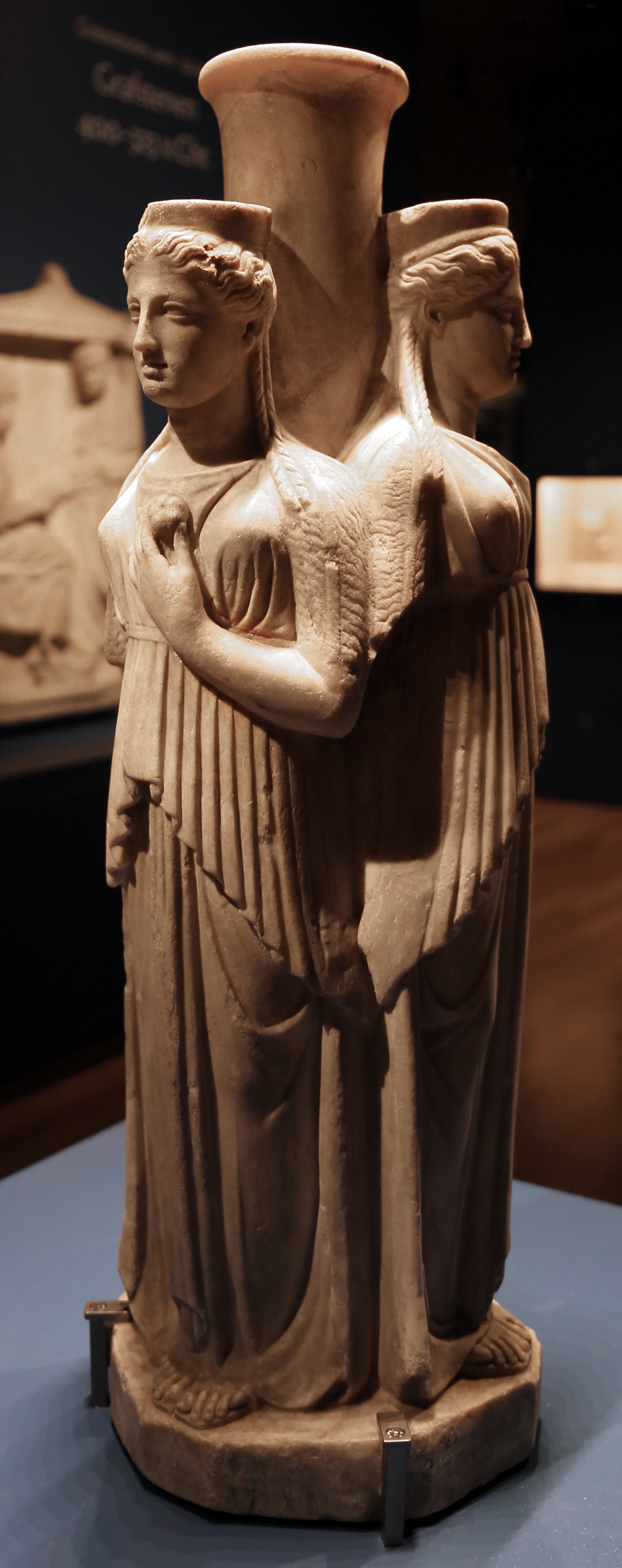
Triple statuette d'Hécate au Rijksmuseum van Oudheden.

Dans l'Antiquité grecque, le carrefour est un lieu dangereux et magique, lié à la déesse Hécate. Déesse mystérieuse et complexe, les Grecs semblaient distinguer deux Hécate : Hécate simple, bonne et aimable et Hécate triple, sombre déesse de la nuit, de la mort et des maléfices. Les deux Hécate coexistaient et fusionnaient parfois avec la déesse Artémis ou Diane, comme un aspect d'une triple déesse, connue sous le nom de Diana triformis : Diana, Luna et Hécate. Pour ne rien simplifier, les cultes et les représentations variaient selon les lieux et les époques. Citons également Énodie, déesse des chemins et des carrefours ; souvent confondue avec Hécate (ou Artémis).
Sous la forme de l'inquiétante Hécate triple elle était honorée comme la déesse des carrefours. On y dresse sa statue, sous la forme d'une femme à trois corps ou bien d'une femme à trois têtes. Divinité chtonienne, liée aux morts, elle reliait les enfers, la terre et le ciel. « Reine des carrefours, où les voyageurs hésitent sur leur route, en proie aux mauvais esprits, tandis que la simple Hécate les encourage et les guide avec bienveillance, la triple Hécate leur envoie les fantômes et les monstres terrifiants de la nuit ». Elle est aussi la déesse de l'ombre, qui suscite les cauchemars et les terreurs nocturnes, ainsi que les spectres et les fantômes. Elle est la magicienne par excellence et la maîtresse en sorcellerie à qui font appel tous les magiciens. Hécate était également la reine des esprits des morts, présente aux tombeaux et au foyer, là où les peuples préromains ont enterré leurs ancêtres. La nuit, elle apparaissait aux carrefours, suivie de son cortège d’esprits volant à travers les airs et de ses chiens terrifiants et hurlants. À cause de ces bruits, elle était surnommée Brimo (la rugissante). Virgile l'évoque dans son Énéide : « et Hécate, que l'on invoque en hurlant la nuit aux carrefours des cités ».

#### Le culte des carrefours
Le culte d'Hécate permettait de l'apaiser et de la rendre favorable. Au moment de la nouvelle lune on lui sacrifiait de la nourriture et on lui immolait des chiens car l'animal qui hurle à la lune est le préféré de la déesse. D'autres cérémonies mystérieuses lui étaient consacrées, rappelant les mystères d'Éleusis. « Le culte des carrefours était aussi répandu dans le monde romain que dans le monde grec. Les paysans célébraient là, en l'honneur d'Hécate, des cérémonies mystiques, mêlées de hurlements et de lamentations. Son image s'y dressait en bonne place, quelquefois avec des inscriptions dont quelques-unes semblaient réduire la déesse à des rôles assez humiliants. Les auteurs latins nous montrent surtout dans Hécate la déesse infernale. C'est vraiment la reine des royaumes d'en bas, elle domine les ombres, les réfrène et prépose des gardiens aux portes des Enfers ».
C'est au moins depuis le culte de cette déesse qu'est associé le carrefour à la magie et à la sorcellerie.

### Mythologie romaine
Les Lares sont des divinités romaines présentes dans l'ensemble de l'espace vital des humains, en particulier du foyer. Mais ils surveillent également les points géographiquement importants pour la collectivité, en particulier les carrefours. De grossières statues de bois les représentent. Ils sont les fils de Mercure et de Lara. Le terme romain pour désigner un carrefour est compitum, protégé par les Lares Compitales, ils sont les Lares des communautés locales ou des voisinages (vici), honorés lors des fêtes de Compitalia. Leurs sanctuaires étaient en général situés aux carrefours centraux (compites) des voies romaines, et ils représentaient le foyer de la vie religieuse et sociale de leur communauté, particulièrement pour les plébéiens les plus pauvres et les esclaves,,. Ils furent particulièrement honorés dans l'Hispanie romaine.
Lieu populaire de passage et de magie, c'est aux carrefours que s'implantaient à Rome des charlatans de toute sorte, notamment les haruspices de carrefour (haruspices vicani)

### Traditions gauloises
On connaît les noms latinisés de trois divinités gauloises qui étaient les gardiennes des carrefours respectivement à deux, trois et quatre branches : Biviae, Triviae et Quadriviae, représentées par groupe de deux, trois et quatre, avec leur serpent familier, sur des vases gallo-romains ornés de reliefs.
Par ailleurs, on connaît Lug, le dieu des voyageurs et Épona, déesse des chevaux et des mules dont plusieurs stèles ont été retrouvées au niveau des carrefours, des relais de poste et des écuries.

### Tradition biblique et judaïque

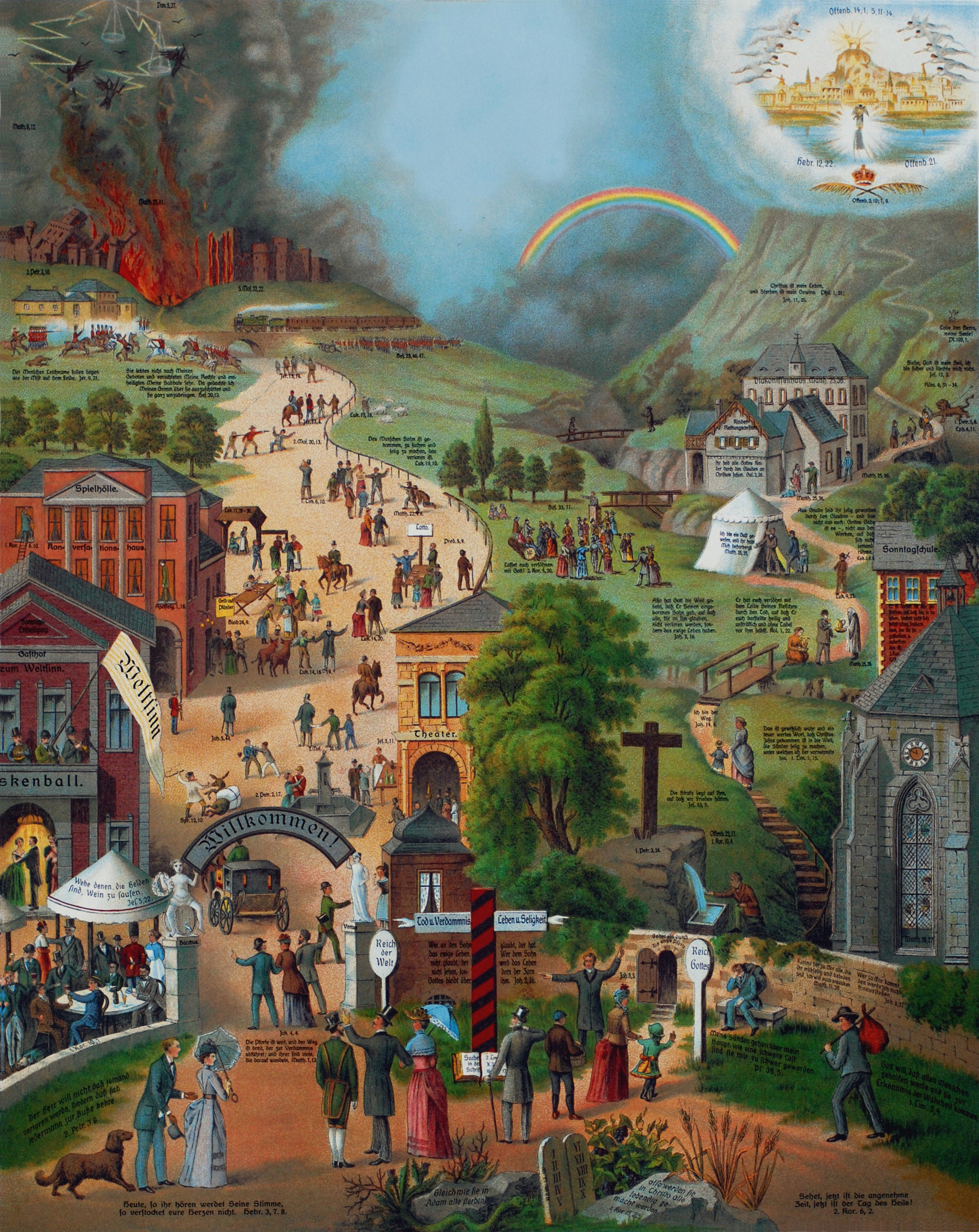
Carrefour entre la voie étroite et la voie large.

Le roi de Babylone semble lui aussi penser que le carrefour est un endroit favorable à la magie comme le rapporte Ézéchiel : « Car le roi de Babylone se tient au carrefour, à l'entrée des deux chemins, pour tirer des présages ; il secoue les flèches, il interroge les théraphim, il examine le foie » (Ézéchiel 21:26).
Dans l'Évangile selon Matthieu l'homme au carrefour de sa vie doit choisir entre deux chemins, rappelant le choix d'Heraclès : « Entrez par la porte étroite. Car large est la porte, spacieux est le chemin qui mènent à la perdition, et il y en a beaucoup qui entrent par là. Mais étroite est la porte, resserré le chemin qui mènent à la vie, et il y en a peu qui les trouvent » (Matthieu 7:13).
Dans le Talmud il est écrit que si l'on rencontre deux femmes placées de chaque côté d'un carrefour et se regardant l'une l'autre, le mieux est de prendre un autre chemin, car ce sont des sorcières (Pessahim, 111a).

### Tradition islamique
Quand Iblis, le prince des djinns, demanda à Dieu un lieu de réunion, celui-ci lui attribua les places de marché et les carrefours.

### Afrique
Soba est le génie des carrefours pour les Bambaras, une ethnie du groupe Malinké de l'Afrique de l'Ouest, établis principalement dans le Sud de l'actuel Mali.

### Asie

#### Hindouisme et aire culturelle indienne
La symbolique associée aux carrefours se retrouve dans la mythologie hindoue et dans l'aire culturelle influencée par cette religion.
Dans un récit mythologique, les fils de Brhadratha, deux jumeaux monstrueux, sont jetés ignominieusement à un carrefour par les sages-femmes effrayées après l'accouchement.
Dans certains contes bengalis se retrouve la notion d'impureté du carrefour : la poussière qu'on y prélève sert à de la magie noire. Le carrefour de trois chemins est considéré comme le lieu où résident des esprits malfaisants.
Les carrefours à sept chemins sont un lieu favorable à la sorcellerie dans la culture magar du Népal.

#### Sud-Est asiatique
Chez le peuple Lolo (groupe ethnique de Chine, du Viêt Nam et de Thaïlande), la sorcière se place à un carrefour, dessine sur la terre des signes cabalistiques avec la cendre du foyer, puis tue une poule dont elle répand le sang, et, s'emparant d'un tambour, l'agite et le frappe en murmurant ses incantations.

#### Mythologie shintoïste du Japon
Les kami japonais des carrefours, des routes et des sentiers étaient à l'origine des dieux phalliques et c'est pourquoi des symboles phalliques, bâton ou une pierre dressée, étaient souvent placés aux carrefours, faisant un lien étonnant avec les hermès de l'Antiquité grecque. Plusieurs de ces dieux sont collectivement employés pour protéger les routes et les voyageurs. Chimata-No-Kami en particulier est le kami des carrefours des routes et de la croisée des chemins. À l'origine il était un dieu phallique dont le symbole ornait les carrefours. Il serait né quand Izanagi se débarrassa de sa culotte (mihakama) après sa visite dans le monde des morts (Yomi) à la recherche d'Izanami. Ici aussi, le lien entre le dieu des carrefours et le monde des morts rappelle étrangement la divinité grecque Hécate. Le bouddhisme a cherché à combattre cette pratique et a remplacé les symboles phalliques par des images en bois de Mikado-Daimyojin.

### Vaudou des Antilles et d'Amérique
Plusieurs divinités Vaudou sont associées aux carrefours : Ayizan est à Haïti la déesse patronne des marchands, veillant sur les marchés, les places publiques, les carrefours et les routes. Dans le Vaudou des États du Sud des États-Unis, il existe un Lwa (esprit) nommé Labas, Legba ou Papa Legba (d'origine Fon du Dahomey) dont le nom le plus connu est Maître carrefour. Kalfou ou Kalfu est un dieu formant la contrepartie de Papa Legba dans le rite Petro à Haïti, appelé souvent Maître Carrefour (Mèt Kalfou).

## Carrefour et mégalithes

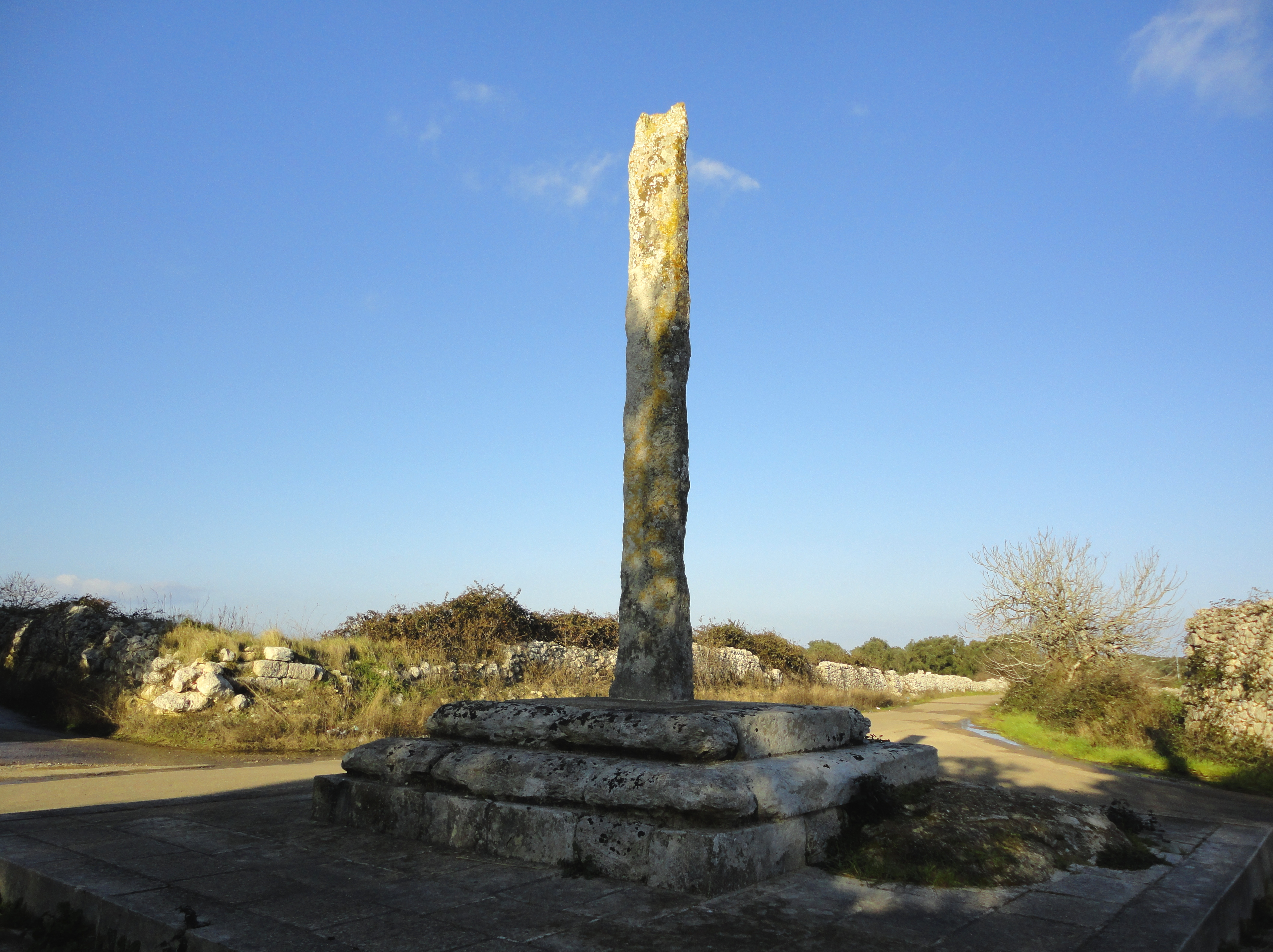
Vue du menhir Croce di Sant'Antonio au milieu du carrefour en 2011.

Les auteurs ont depuis longtemps noté la conjonction entre les croisements de voies et la présence de monuments néolithiques mégalithiques,. Ces monuments sont tellement anciens qu'il est souvent impossible de savoir s'ils ont été dressés auprès d'un ancien carrefour ou si leur présence a incité au passage de routes à leur proximité. Quoi qu'il en soit, leur présence mystérieuse a depuis toujours favorisé les légendes et les superstitions.
Certains menhirs ont été affublés d'une croix en leur sommet, devenant des supports de croix de carrefour, cherchant à assurer la domination de la religion catholique sur les superstitions et éloignant les influences jugées doublement maléfiques du carrefour et d'un monument païen.

### Quelques mégalithes liés à des carrefours
- Mégalithes du Carrefour de la Grande Lune au sud de la forêt de Rennes, dans le département d'Ille-et-Vilaine à Liffré, (48° 10′ 43″ N, 1° 35′ 02″ O)
- Pierre Poujinaire : menhir situé au carrefour d'une ancienne voie romaine, situé à  Riom dans le département français du Puy-de-Dôme (45° 52′ 50″ N, 3° 07′ 32″ E)
- Le menhir Croce di Sant'Antonio est un menhir datant du Néolithique ou de l'Âge du bronze situé près de Muro Leccese, commune de la province de Lecce, dans les Pouilles en Italie. Il a aujourd'hui l'aspect d'une colonne et se trouve au centre d'un carrefour. (40° 05′ 42″ N, 18° 21′ 13″ E).
- La Pierre des douze Apôtres de Meisenthal, menhir christianisé sur la commune française de Meisenthal dans le département de la Moselle, au niveau d'un carrefour de voies anciennes (48° 57′ 15″ N, 7° 22′ 05″ E).
- Le menhir d'Itaida, est un mégalithe datant du Néolithique ou de l'Âge du bronze situé dans les environs de Salvatierra-Agurain, dans la province d'Alava, au Pays basque. Il est situé près d'un carrefour où se trouve le chemin qui va du col d'Opakua à Urbasa (42° 48′ 47″ N, 2° 16′ 44″ O).
- Le menhir d'Eilsleben, est un mégalithe datant du Néolithique situé près de la commune d'Eilsleben, en Saxe-Anhalt (Allemagne). Le menhir est situé à une trentaine de kilomètres à l'ouest de Magdebourg, il a été déplacé de son emplacement d'origine qui se trouvait à environ 150 m plus loin, à un ancien carrefour (52° 08′ 29″ N, 11° 13′ 40″ E).
- La stèle de Beaulieu, est une stèle protohistorique du IIe siècle av. J.-C., située à Clermont-Ferrand dans le département du Puy-de-Dôme. La pierre se trouve à quelques dizaines de mètres, au sud-est du carrefour des routes départementales 772 (rue Élisée-Reclus) et 766 (avenue du Brézet), et à quelques mètres de la route, sur le terre-plein délimité par l'ancienne route, dans la végétation clairsemée (45° 46′ 42″ N, 3° 08′ 54″ E).

## Christianisation des carrefours

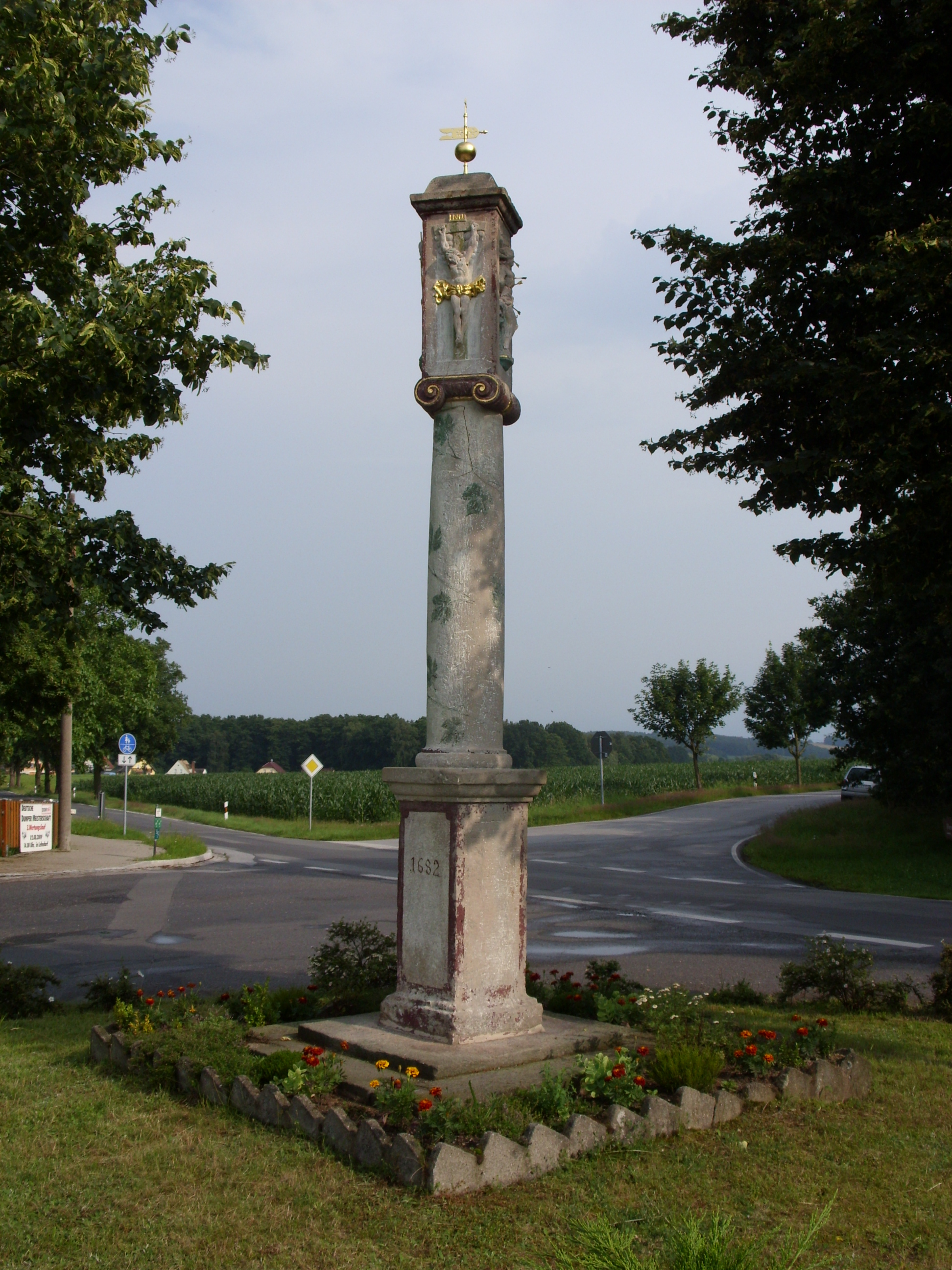
Croix de carrefour dans la Saxe en Allemagne.

Les pratiques païennes aux carrefours ne disparaissent pas après la chute de l'empire romain en Gaule : dans un sermon datant du VIe siècle où il cherche à convaincre ses ouailles d'abandonner les pratiques du paganisme, Césaire d'Arles évoque le carrefour : « Tu ne prononceras pas de vœux et tu n'allumeras pas de torche en ces lieux. »
Vers la même époque, Martin de Braga écrit : « Alors pourquoi certains d'entre vous qui ont renoncé au diable et à ses anges, ses prières et ses mauvais faits reviennent l'adorer ? Pour allumer des bougies sur les rochers, les arbres, les fontaines et les carrefours. Qu'est-ce si ce n'est de l'adoration du diable? » Il dénonce également la tradition toujours vivante de former des cairns dédiés à Hermès/Mercure aux carrefours : « Un autre s'appelle Mercure, l'inventeur de tous les larcins et de toutes les supercheries à qui les hommes cupides font des sacrifices comme s'il était le dieu du profit, formant des piles de pierres quand ils passent aux carrefours. »
Les pratiques païennes liées aux carrefours perdurent longtemps puisque, au VIIIe siècle, saint Pirmin continue d'exhorter ses auditeurs : « N'adorez pas les idoles, les pierres, les arbres, les lieux isolés ou les croisés des chemins. » À cette occasion, il donne quelques indications sur les pratiques de son temps : « N'accrochez pas aux croisés des chemins ou aux arbres des reproductions en bois des membres humains. Aucun chrétien ne chantera […] à la croisés des chemins. »
Pour se débarrasser des anciennes traditions païennes, l'église va tenter de les assimiler en plantant des croix aux carrefours. On peut remarquer un ressemblance entre certains symboles chrétiens (Croix (christianisme) et la représentation d'un croisement de deux chemins, d'un carrefour à quatre voies. En Flandre, on suspend des images de saints dans les carrefours afin d'en éloigner les maléfices, pratique considérée comme superstitieuse par l'Église.
La Croix des Quatre Contrées, est un lieu connu sous le nom de l'Homme mort, L'évêque de Nantes ordonna à l'abbé des Carmes d'aller sur le lieu maudit des Quatre Voies dans la forêt du Gâvre et d'exorciser le pays.

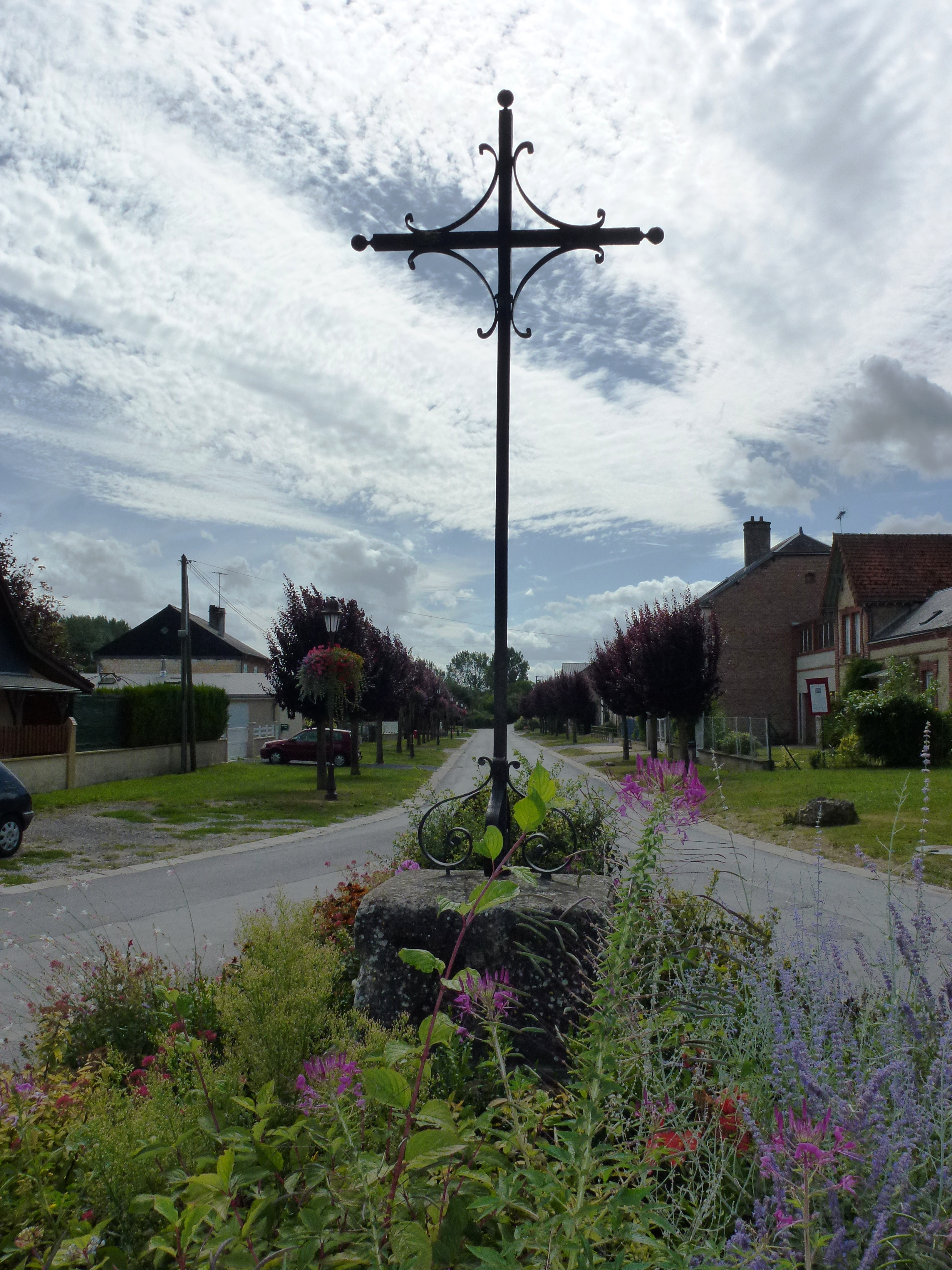
Barby (Ardennes), croix de carrefour.
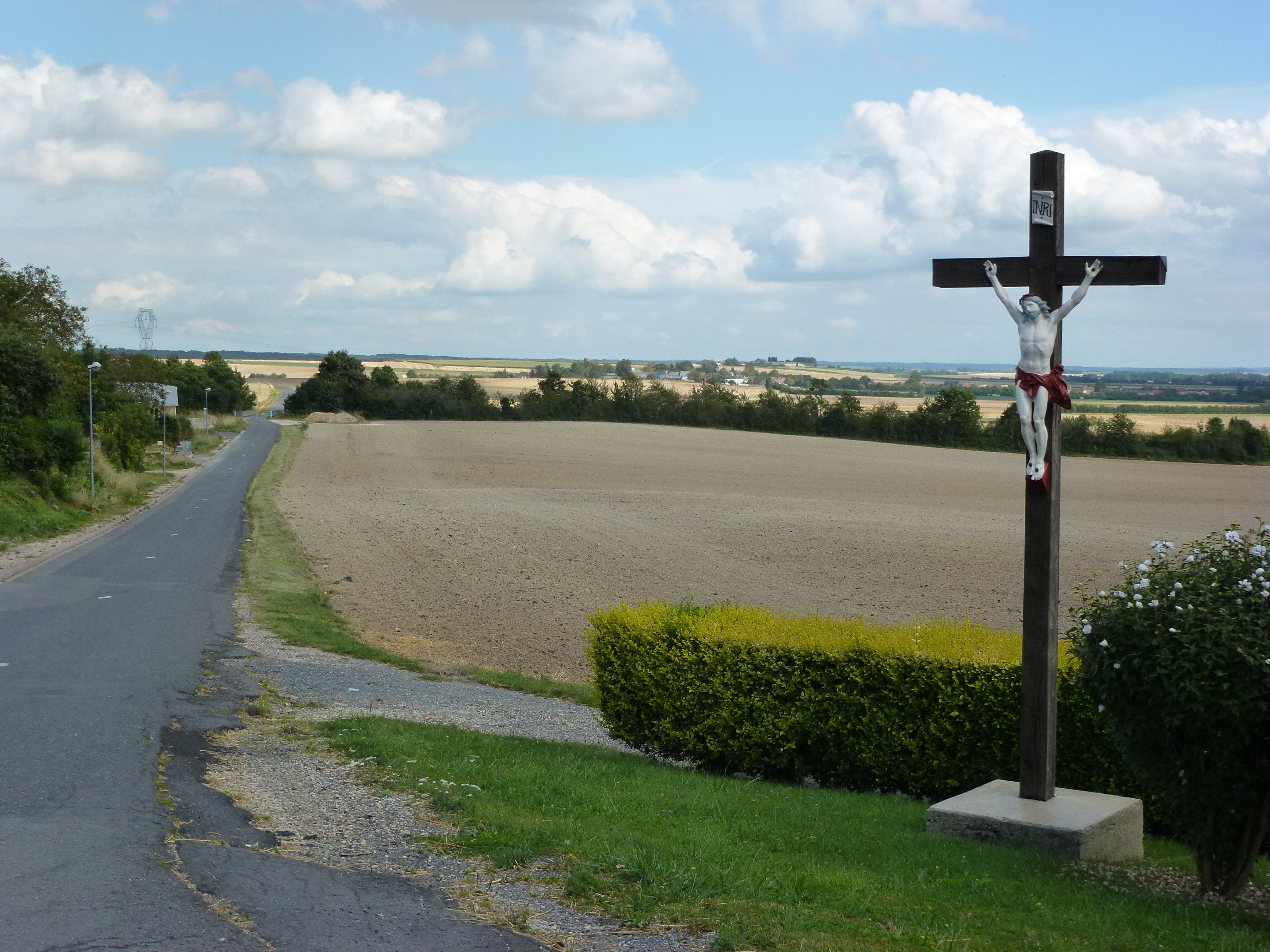
Novy-Chevrières (Ardennes), croix de chemin et vue sur Lucquy.
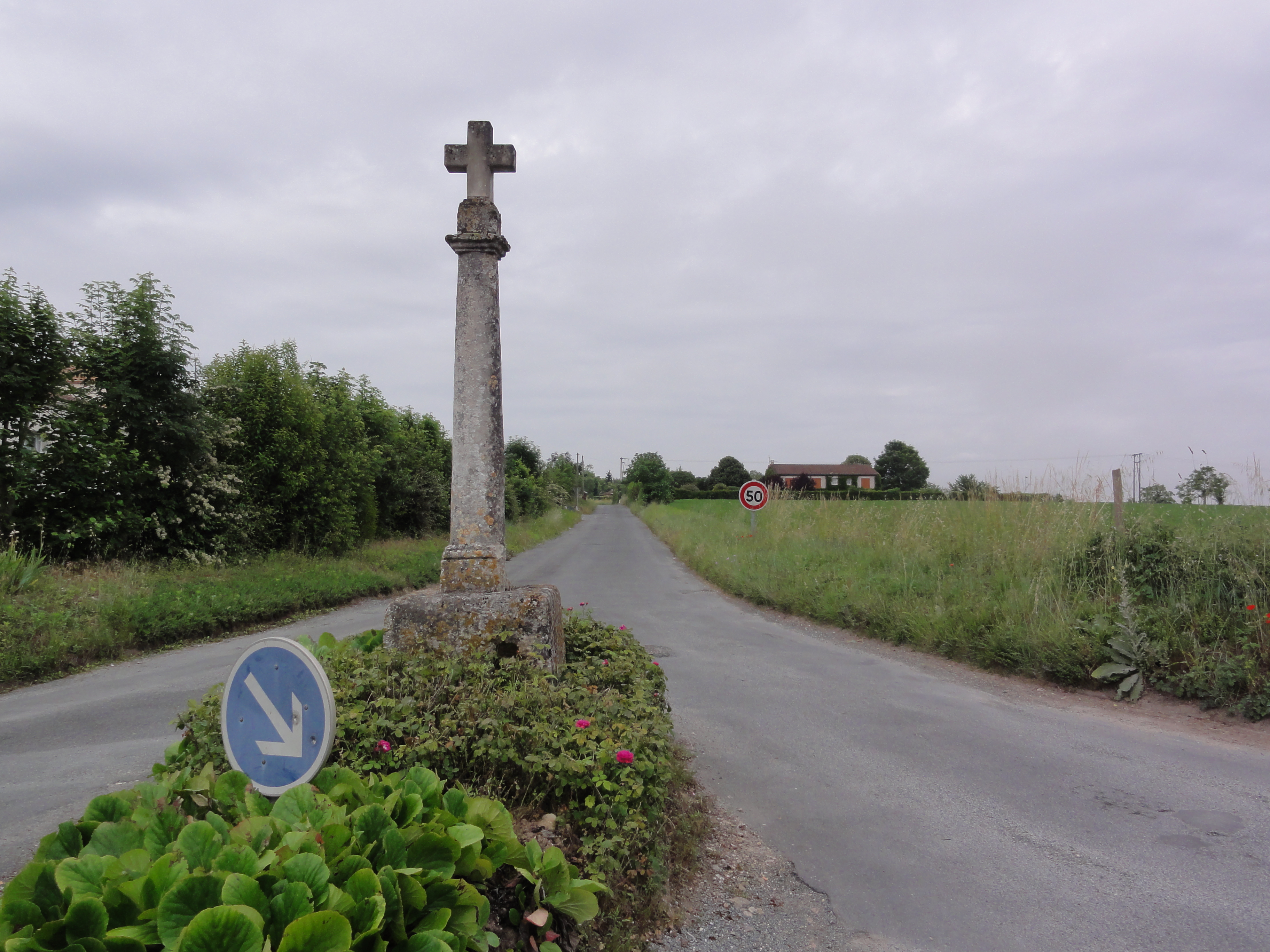
Les Gonds (Charente-Maritime), la croix Nadeau.
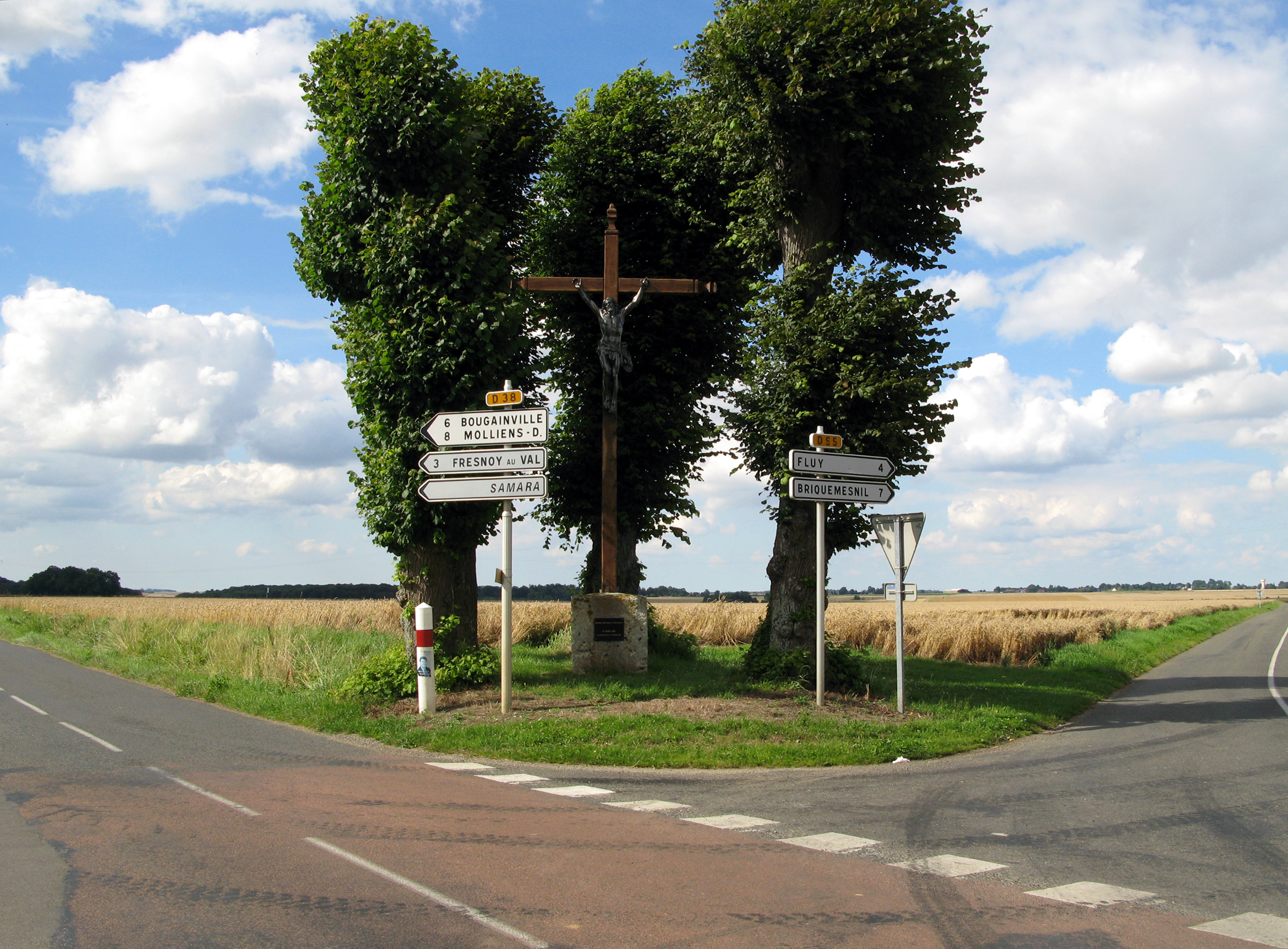
Quevauvillers, croix de calvaire.
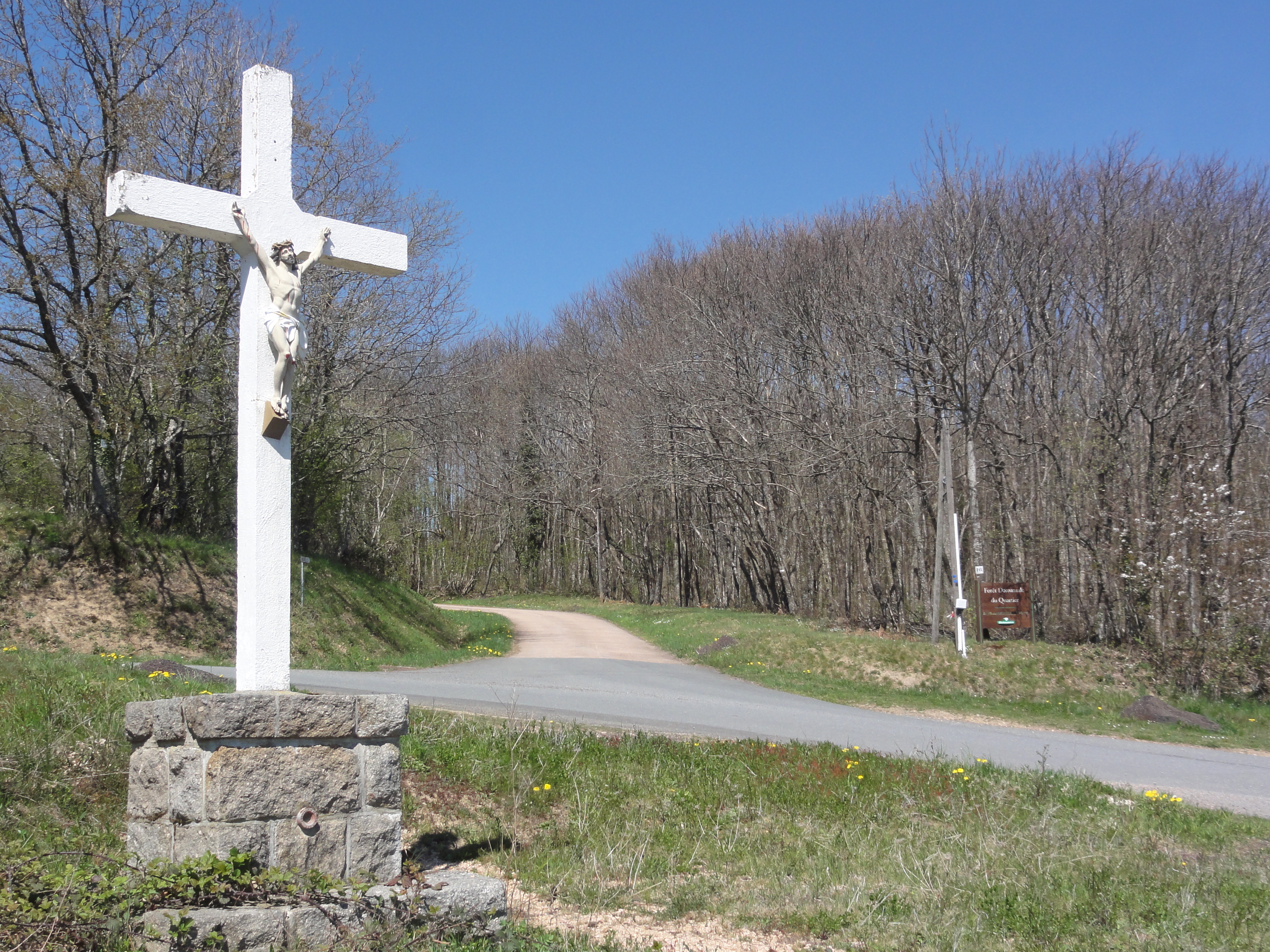
Le Quartier (Puy-de-Dôme), croix de chemin dans la forêt domaniale.
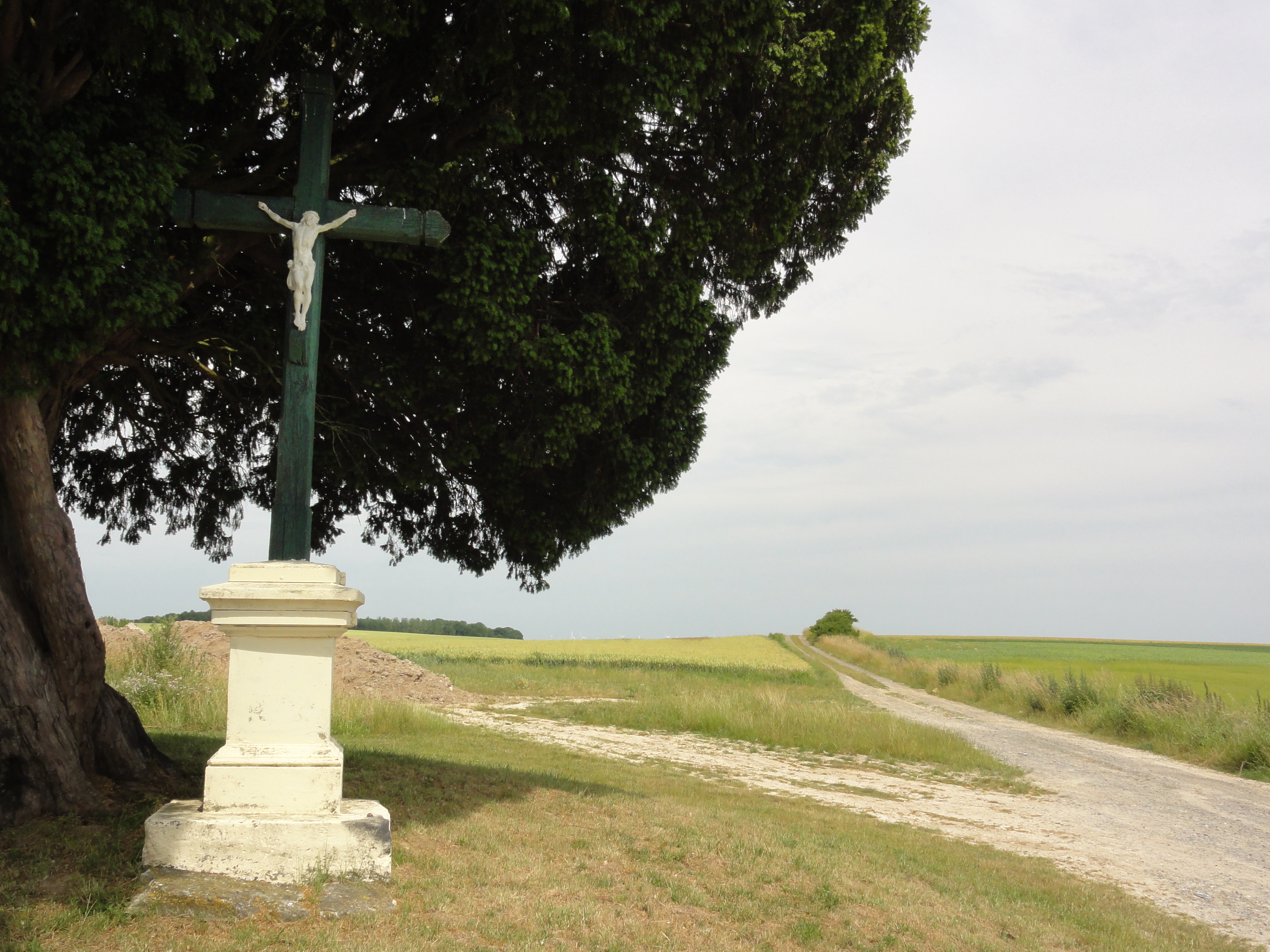
Bucy-lès-Pierrepont (Aisne), croix de chemin.
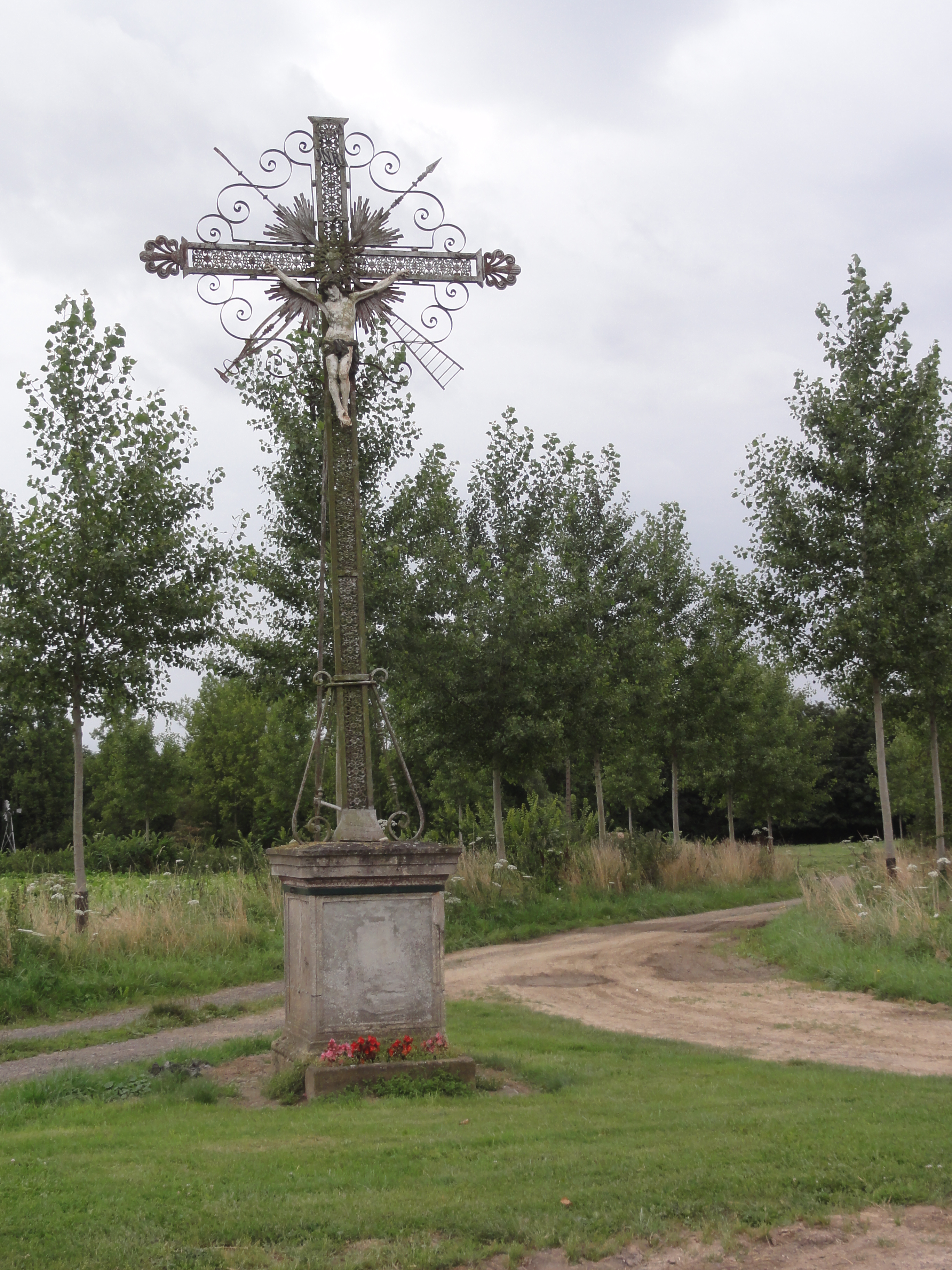
Happencourt (Aisne), croix de chemin avec attributs de la Passion du Christ.
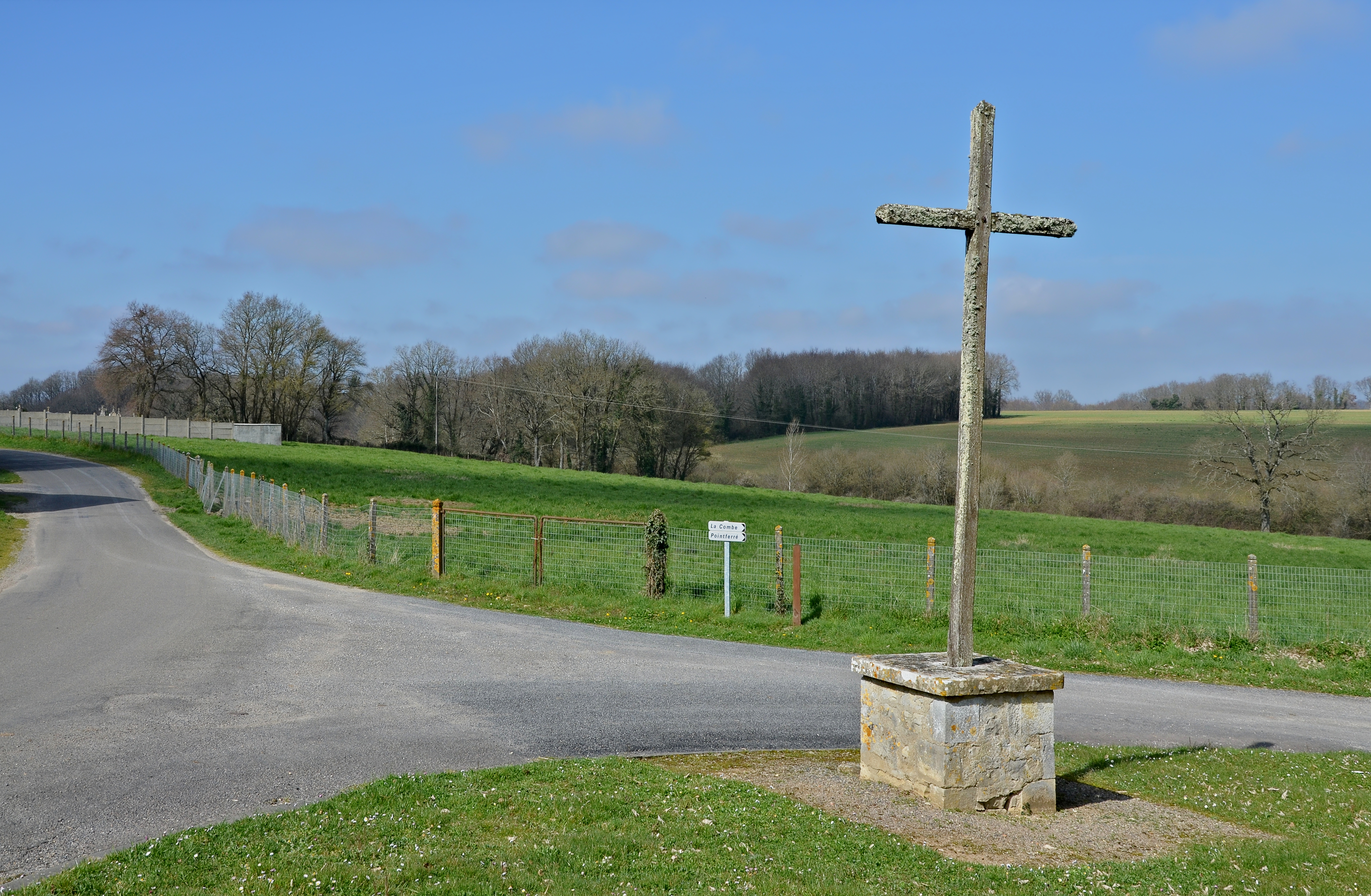
Le Bouchage, croix de carrefour.
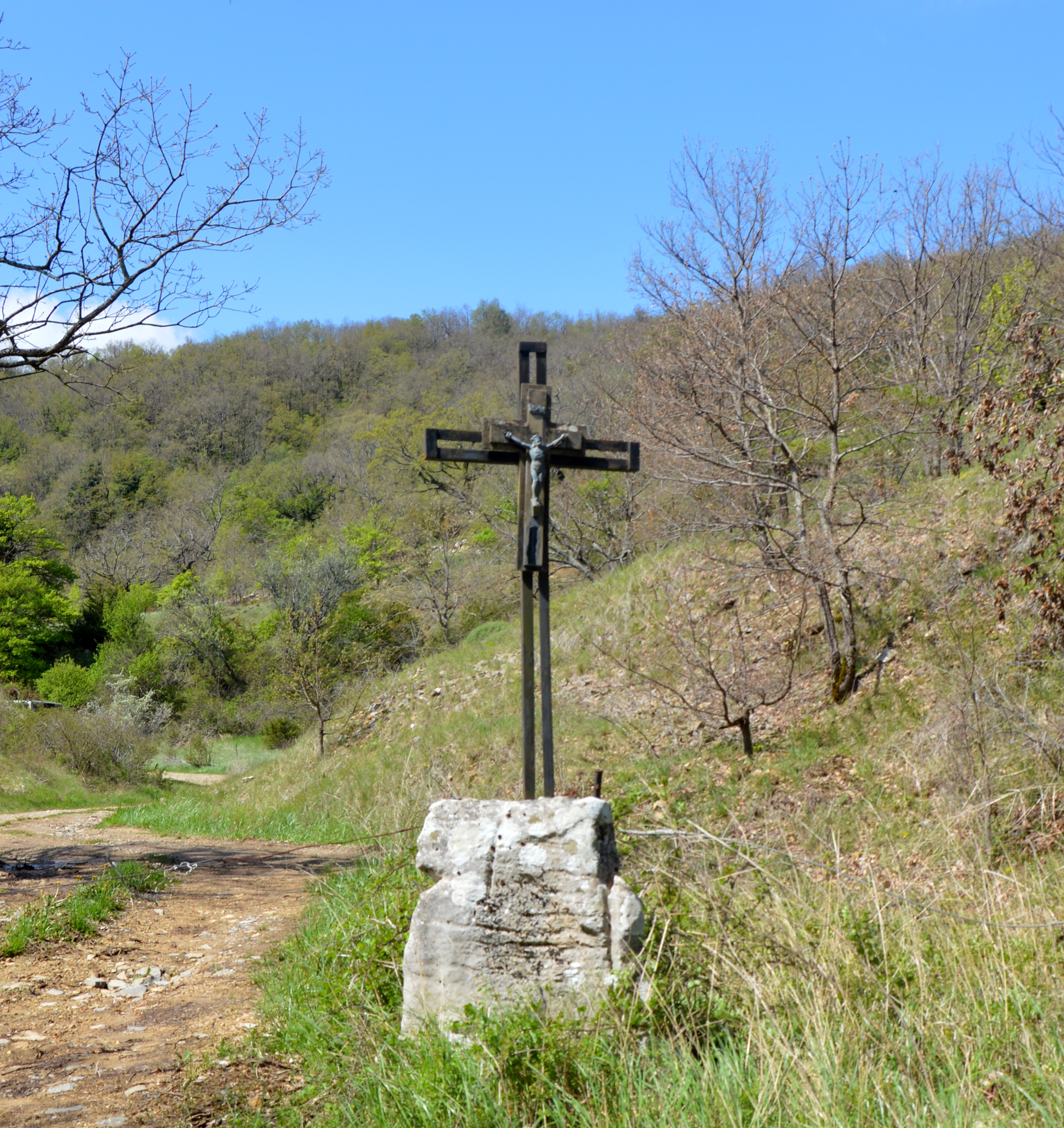
Menhir christianisé du col d'Aurières (Gard) situé à un carrefour.

## Un lieu à la mauvaise réputation
Dès l'Antiquité mésopotamienne, le carrefour que l'on piétine est considéré comme un lieu sale.

### Lieu de débauche
Lieu de passage, des échanges marchands, des trafics en tout genre, le carrefour est aussi un lieu reconnu de prostitution, au moins depuis l'Antiquité mésopotamienne.
Dans la Genèse, c'est parce qu'elle se tient voilée à un carrefour que Juda prend Tamar pour une prostituée selon Rachi (Genèse 38:14).
Dans la langue russe, « raspoutnik » qui désigne un débauché, est proche « распутье » (« raspoutie »), signifiant « croisement, intersection », lieux où dans la Russie impériale étaient installées des croix chrétiennes. Ces deux termes trouvant une sulfureuse incarnation dans la personne de Grigori Raspoutine.

### Lieu de sépulture infamante
Depuis l'Antiquité, le carrefour, exposé aux influences néfastes, est un lieu de sépulture réservé aux morts coupables. Dans la cité platonicienne, celui qui tue un membre de sa famille sera non seulement mis à mort mais « son cadavre sera jeté nu hors de la ville dans un carrefour désigné pour cela ».
Le suicide mettait son auteur au ban de la société des chrétiens, mais il peut aussi devenir un fantôme dont il faut se prémunir. Pour empêcher les suicidés de revenir et de tourmenter les vivants, la loi anglaise les a longtemps traités comme les vampires. Non seulement les biens du suicidé étaient confisqués, mais on l'enterrait ignominieusement dans un carrefour, un pieu à travers le corps. Le dernier exemple connu est celui d'Abel Griffiths, un jeune homme de 22 ans qui s’était donné la mort après avoir assassiné son père. Son cadavre fut enterré en juin 1823 à Londres au carrefour formé par Eaton Street, Grosvenor Place et King’s Road.
C'est seulement un acte passé en 1824 sous George IV qui interdit d'enterrer les suicidés sur le grand chemin, et ordonna de les ensevelir, sans pieu au travers du corps, dans un lieu ordinaire de sépulture, mais entre neuf heures du soir et minuit et sans cérémonie religieuse.

### Lieu d'exécutions capitales et d'exposition

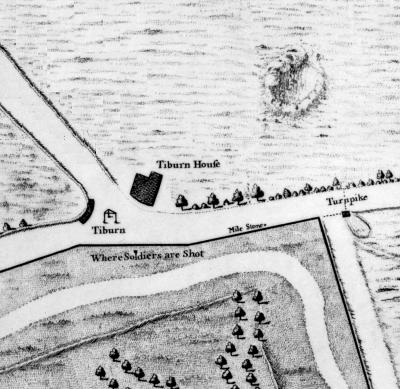
Carte de 1746 montrant le site du gibet de Tyburn dans un carrefour.

De nombreux gibets connus étaient situés sur un carrefour :
- Le gibet de Tyburn, principal lieu d’exécution près de Londres, était situé à la jonction de deux anciennes voies romaines, aujourd'hui Bayswater Road et Westbourne street (51° 30′ 48″ N, 0° 09′ 37″ O).
- Le gibet de Creuë, à la croisée des chemins sur la colline du Meussaumont (48° 58′ 14″ N, 5° 40′ 34″ E).
- Le carroi des Pas-Pressés (46° 33′ 28″ N, 1° 53′ 33″ E) était un sinistre carrefour où se rendait la justice des seigneurs locaux. Aux Avents de Noël, les fantômes des pendus revenaient pour danser une sarabande endiablée.
- Le col de la Perheux : à Waldersbach, où les criminels étaient exécutés et exposés. C'est à ce carrefour de routes qu'on brûlait sorciers et sorcières au début du XVIIe siècle. Sara Banzet, à la date du 15 octobre 1767 raconte dans son Journal, qu'elle fut « bouleversée et malade », à la suite de l'exécution de François Staller, « roué sur la Perheux, pour avoir tué d'un coup de fusil Didier Nussbaum et fait plusieurs crimes énormes. » La dernière exécution eut lieu en 1786. (48° 25′ 34″ N, 7° 13′ 02″ E)

Après une exécution, le corps du supplicié pouvait être exposé dans un carrefour, en particulier en Angleterre dans les pays britanniques. Ce fut par exemple le cas pour Marie-Josephte Corriveau au Québec, pendue en 1753 pour le meurtre de son mari et dont le corps fut ensuite, conformément à la sentence, exposé « dans les chaînes », c'est-à-dire dans une sorte de cage faite de chaînes et de cercles de fer et suspendu pendant cinq semaines à un gibet dressé à Pointe-Lévy, à l'intersection des chemins de Lauzon et de Bienville (aujourd'hui les rues Saint-Joseph et de l'Entente 46° 49′ 16″ N, 71° 10′ 22″ O). Elle devint ensuite une légende locale et, à cause de cette exposition infamante, assimilée à une sorcière.

## Le carrefour, un lieu de rencontre avec le surnaturel
Par sa nature même de jonction de routes, le carrefour est un lieu de rencontre. Sa tradition magique et maléfique le destine à favoriser les rencontres avec des êtres surnaturels, surtout de nuit et dans des lieux isolés. Le Berry apparaît particulièrement riche de traditions autour des carrois (carrefour isolé dans la campagne, en berrichon), chaque carroi avait en effet sa légende, et c'était ordinairement le tisserand ou le chanvreur qui possédait le répertoire le plus complet des contes et légendes.

### Sabbat et sorcellerie aux carrefours

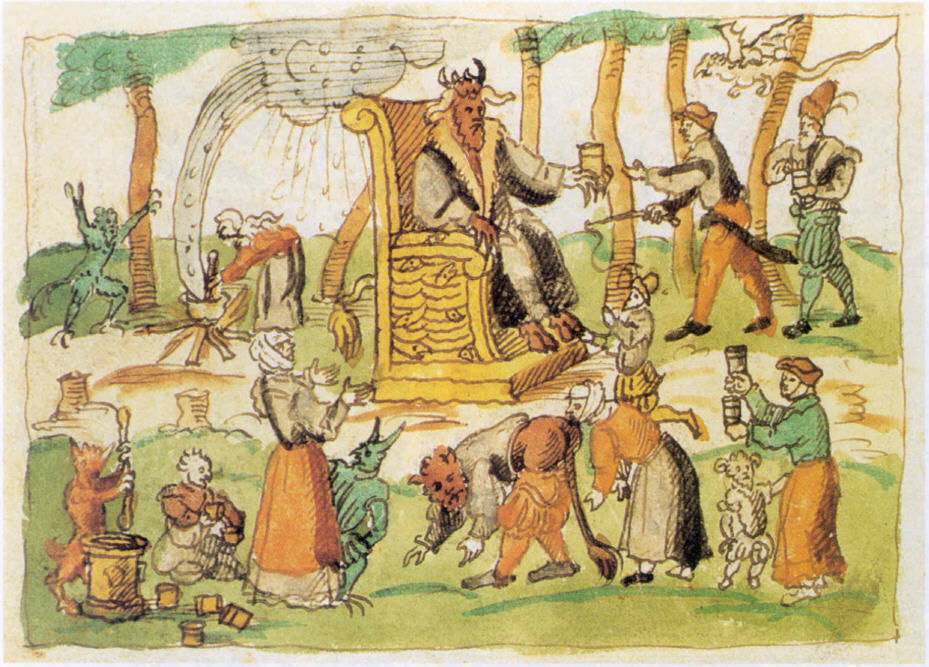
Sabbat le long d'un chemin, chronique de Johann Jakob Wick (XVIe siècle).

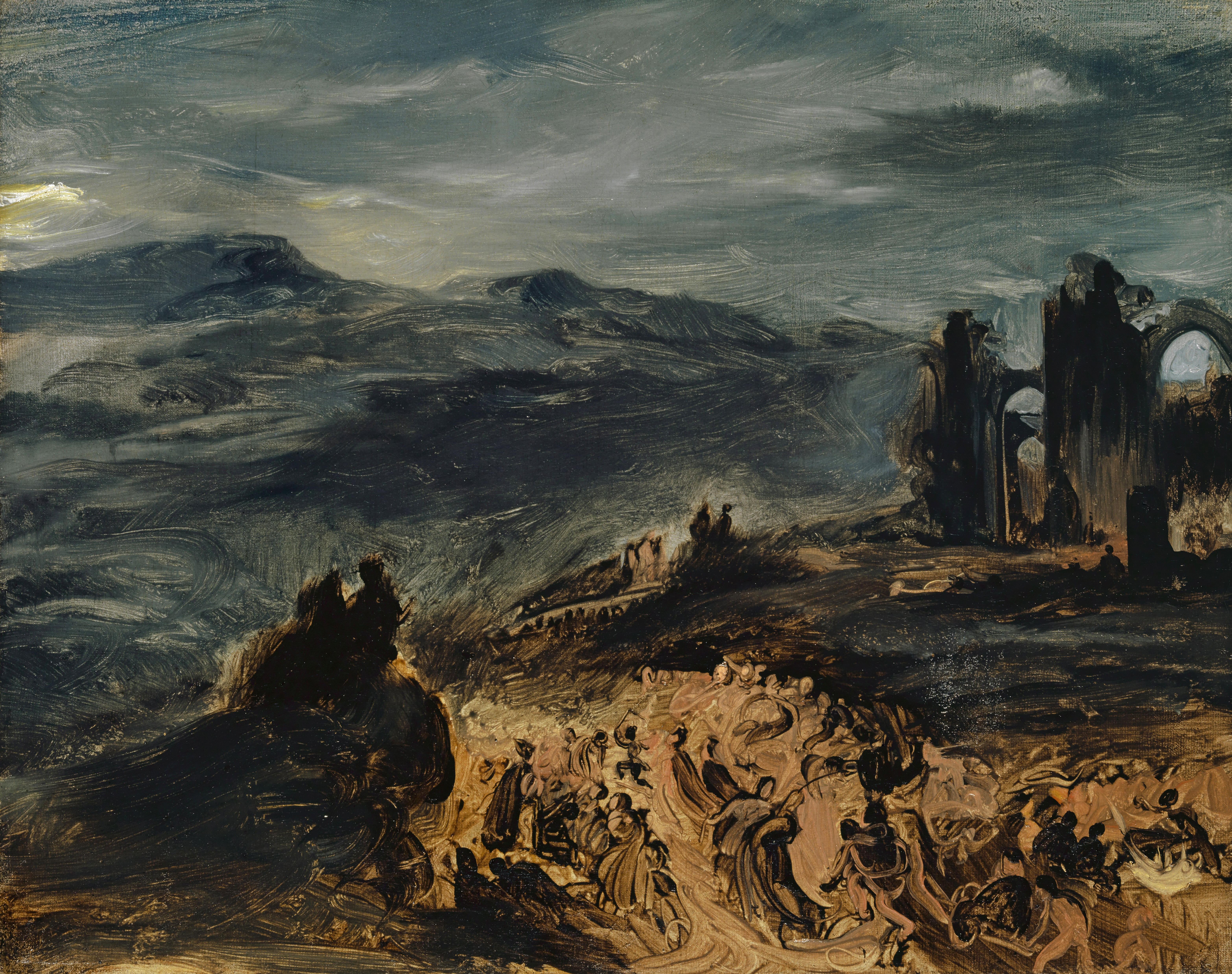
Eugène Delacroix - Scène de Sabbat, vers 1832.

Les carrefours font partie des lieux préférés des sorciers pour organiser leur sabbat, mais toujours loin des habitations, dans un endroit retiré et désert.
Pour devenir sorcier, l'étudiant doit se rendre à un carrefour, à minuit, et sacrifier une poule à la croisée des chemins. Les sorciers et les sorcières y viennent pour y danser autour des croix et se livrer à leurs occupations magiques selon une croyance répandue dans de nombreux pays européens, depuis la Belgique jusqu'au Portugal. En Saintonge, on disait en se signant, que c’était pour empêcher ces réunions que l’on plantait des croix à l’embranchement des routes.
Dans les environs de Cracovie : le Vendredi Saint, à minuit, les sorciers et les sorcières ont rendez-vous sur les carrefours, et ils sont alors tout nus. Pour les voir, il faut se procurer une planche de cercueil, mais il faut qu'il y ait dans cette planche un nœud de bois qui, ayant sauté, laisse un trou. Par ce trou, on voit tout ce qui se passe. Au pays basque, les voyageurs traversant un carrefour lors des nuits de pleine lune risquent d'être bastonnés par des sorcières dérangées dans leurs activités maléfiques.
Laurent Bordelon en 1710 semble ignorer l'antique symbolique du carrefour pour n'en retenir que l'aspect pratique : « Quand le diable a résolu de faire le sabbat, il choisit d'ordinaire, un carrefour […], afin que le lieu de cette sorcière d'assemblée soit à la portée de ceux qui y doivent venir, en sorte qu'ils ne soient point obligés de prendre de longs détours pour s'y rendre ».
Le carrefour est souvent identifié comme lieu de sabbat par les magistrats chargés de la poursuite des sorcières : « Il a été déclaré par les sorciers, dans leurs interrogatoires, qu'autrefois le lundi était le jour ou plutôt la nuit de réunion, mais que, de leur temps, ils en avaient deux par semaine, le mercredi et le vendredi. Quelques-uns prétendent avoir été transportés au sabbat dans le milieu du jour, d'autres au coup de minuit. Les assemblées avaient lieu souvent dans les carrefours ».
C'est à un carrefour que le petite Gertrud Svensdotter raconte avoir été menée par la servante qu'elle accuse de sorcellerie en 1667 et qui a provoqué la grande chasse aux sorcières de 1668-1676 en Suède.
Au tournant des XVIe siècle et XVIIe siècle, deux procès en sorcellerie dans le Berry, terre de sorciers, vont rester parmi les plus fameux du genre en France et rappellent toutes les deux le lien entre carrefour et sorcellerie : les affaires du carroi Billeron et du carroi Marlou.

#### Affaire duCarroi Marlou, en 1583
L'affaire du Carroi Marlou est une des plus célèbres histoires de sorcellerie en France, les actes du procès ayant été conservés,. Peu avant 1583, Bernard Girault, un garçon de douze ans, se déclare ensorcelé par son cousin Étienne Girault. Un sorcier, Jean Tabourdet, sergent seigneurial à Sens-Beaujeu, l'aurait possédé en faisant venir à lui — par l'intermédiaire de son cousin — une petite bête noire. Alerté qu’un jeune garçon de la Châtellenie de Beaujeu soit « possédé de malins esprits qui le tourmentent », le seigneur de Beaujeu, Jean du Mesnil-Simon demande à Pierre Ragun, bailli de Beaujeu et de Sens, de régler le procès. Le petit Girault raconte comment la bête l’a commandé de se rendre, la nuit, au carroi de Marlou (littéralement Carrefour des mauvais loups, situé de nos jours sur la commune de Bué), traditionnel lieu de sabbat à la jonction de cinq routes(47° 19′ 34″ N, 2° 46′ 45″ E). Bernard raconte y voir beaucoup de gens, entre 25 et 30. Aux termes d’un procès de trois mois, cinq personnes seront jugées coupables d’être sorciers ou de participer au sabbat. Ils seront pendus puis brûlés, à l’endroit même du carroi.

#### Affaire duCarroi Billeron, en 1616
Jean Chenu, bailli de Brécy eut à faire le procès d'une bande de présumés sorciers des paroisses de Brécy et de Sainte-Solange qui se réunissait pour le sabbat au carroi Billeron (47° 09′ 21″ N, 2° 33′ 52″ E). Après les interrogatoires dont les archives ont été conservées, la femme Mainguet, son mari, et Antoinette Brenichon furent condamnés à mort le 21 mars 1616, et exécutés le 30 mai 1616 sur le lieu même du carrefour. Six autres accusés sont ensuite condamnés à mort mais ayant fait appel au Parlement de Paris, ils firent le voyage dans une charrette entourée d'archers des prisons du château de Brécy à la Conciergerie de Paris. Un seul, Guillaume Legeret fut exécuté, pendu malgré ses 74 ans en place de Grève ; les autres furent bannis du bailliage de Brécy et de la Prévôté et Vicomté de Paris « pour le temps et espace de 9 ans » et condamnés « en la somme de 600 livres tournois, …prises solidairement sur leurs biens par égale portion envers ledit sieur de Brécy, …leur a baillé le chemin pour prison ».

### Rencontre avec lesféeset lepetit peuple

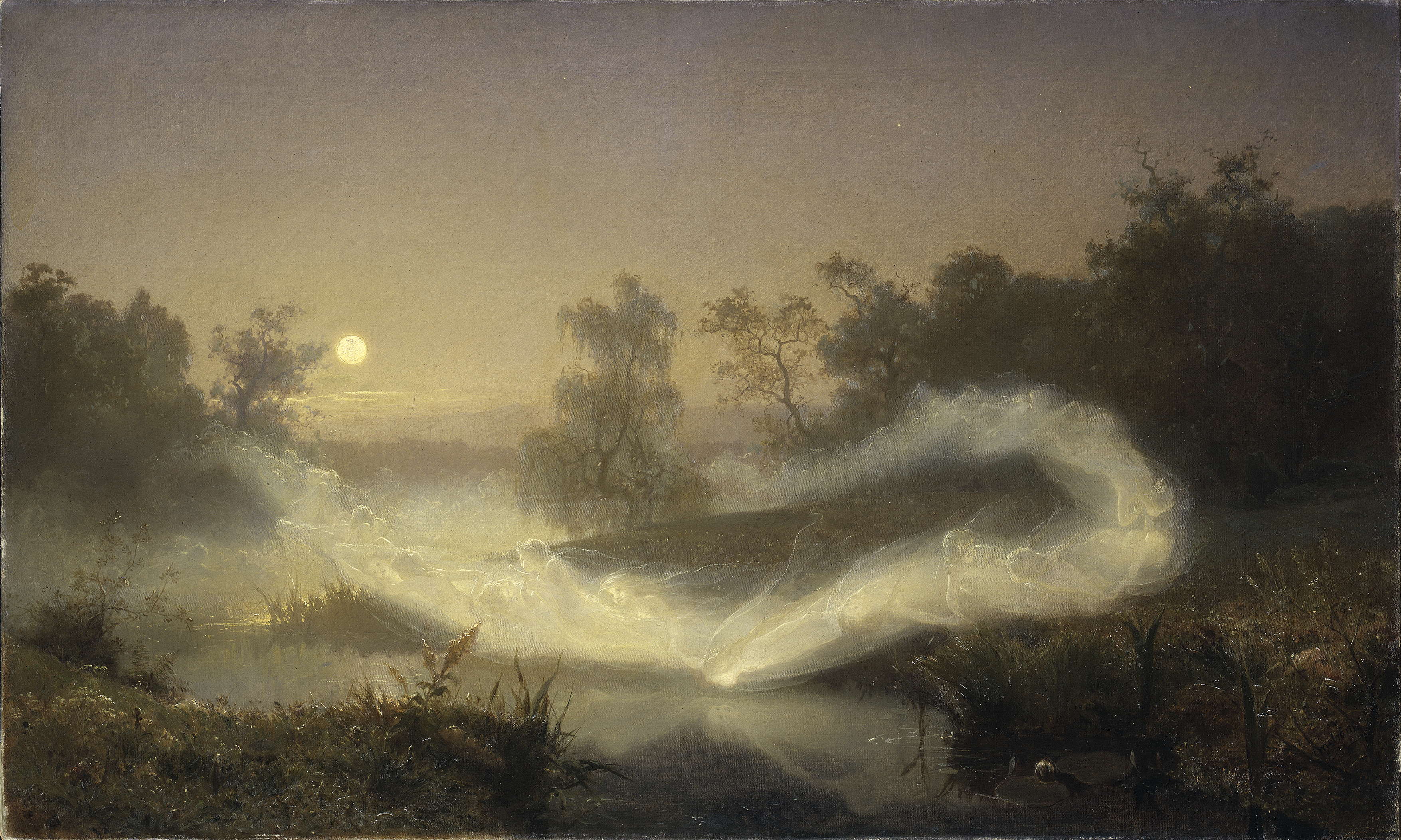
Danse des fées, peinture d'August Malmström, 1866.

D’après Amélie Bosquet, « On montre encore, à Saint-Paër, près de Gisors, un carrefour, entouré d’arbres, où se réunissent plusieurs routes, et qui est nommé par les uns : le Rendez-Vous des Fées, par les, autres : Rond des Pouilleux, en faisant allusion à un fait traditionnel […] Au milieu du carrefour que nous avons indiqué, se tenait, tous les soirs, le grand conseil de fées qui s’était attribué la surveillance du pays. […] La présidente de l’assemblée tenait, entre ses mains, un livre de vie qui contenait les noms de chaque habitant. À mesure que les fées faisaient leur rapport, et suivant qu’il était favorable ou contraire, elle marquait les noms inscrits d’un point noir ou blanc, et l’on prononçait ensuite le jugement des coupables, qui s’étaient attiré la marque honteuse du point noir. La séance se terminait par une danse ébouriffante, où les fées rivalisaient d’intrépidité. […] Tous les paysans et paysannes, allant au marché de Gisors pour vendre leurs récoltes, ou faire leurs provisions hebdomadaires, étaient obligés de suivre un embranchement des routes, aboutissant au fameux carrefour. Arrivés là, ils se sentaient pris d’une fatigue subite qui les forçait de faire halte et de s’asseoir […] À peine assis, les méchantes gens, marqués d’un point noir, se relevaient honteux et effrayés ; leur corps était couvert de certains insectes aux habitudes tracassières. Les bonnes gens, au contraire, dont le nom était marqué d’un point blanc, se relevaient allégés et dispos, et continuaient leur route […] Au marché de Gisors, c’était un concert d’acclamations pour chaque nouvel arrivant : voilà de bonnes gens ! s’écriait-on devant ceux dont la démarche brave et sémillante témoignait en leur faveur ; voilà des gueux ! ils ont des poux ! répétait-on à ceux qui se traînaient piteusement, ou trahissaient une malencontreuse démangeaison. ».
En Herzégovine les diables se donnent rendez-vous aux carrefours, et les fées (vilas) y conduisent la danse (kolo). Il ne faut pas
passer sur un carrefour pendant qu’il fait obscur, et surtout il ne faut pas y aller avec les petits enfants qu’on porte. Si on est absolument obligé de les porter, il faut placer à côté de l’enfant un ou deux morceaux de pain.
Au Portugal, on voit quelquefois des fées à la croisée des chemins. En Basse-Bretagne, des lutins s’y montrent sous la forme d’un homme coiffe d’un chapeau à larges bords, ou sous celle d’une belle jeune fille qui appelle les passants. En Berry, l'homme au râteau est un lutin qui ratisse avec colère tout ce qui se trouve sous l’ombrage de l’ormeau au carroir (carrefour) de l’Orme-Rateau. Dans le Morbihan, les Nozéganed, ou petits hommes de la nuit, attendent les gens au croisement des routes. Dans la Gironde, les personnes mal baptisées qui courent le gallout se montrent la nuit comme des fantômes et se portent aux carrefours, attendant les passants pour leur sauter sur le dos. À Poullaouen (Finistère), si l’on passe à minuit par certains croix-chemins, on y rencontre les demoiselles qui, vêtues de blanc, dansent des rondes et barrent le passage des quatre chemins; c’est un signe de malheur prochain ; heureusement le chien Barbet survient, qui fait rentrer sous terre ces funestes demoiselles.
Les Iele, méchantes fées roumaines, ont l'habitude de danser aux carrefours, endroits dangereux qu'il convient d'éviter de nuit, au risque d'attraper leur maléfice sous la forme d'une paralysie.

### Rencontre avec les morts

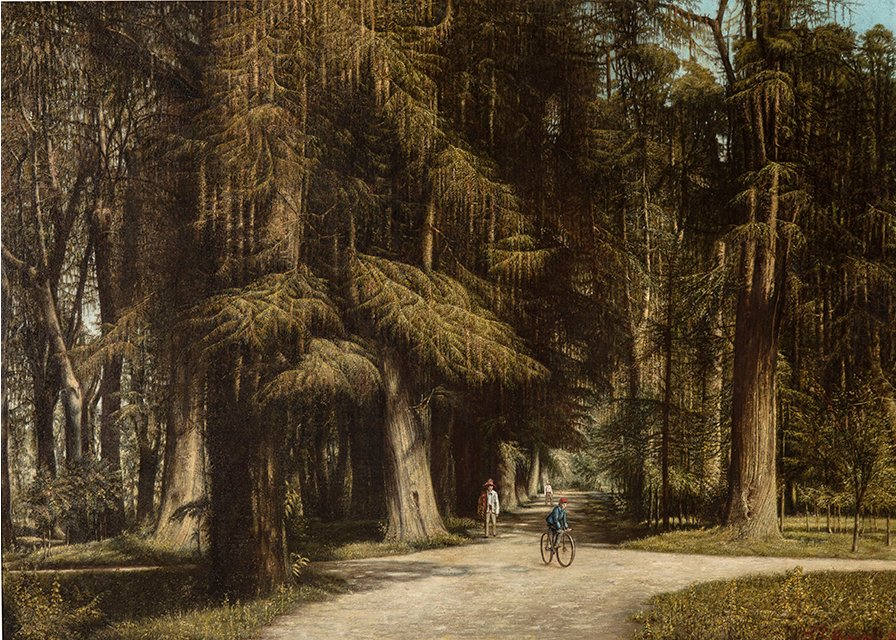
Carrefour dans la forêt, peinture de Julius Robert Hoening.

Les fantômes condamnés à une pénitence posthume se rendent aussi aux croisées des chemins. Dans quelques contrées de la Haute-Bretagne, on évite de faire passer les enterrements trop près des croix érigées aux carrefours, de peur que, si le défunt va en purgatoire, il ne revienne y faire pénitence. Plusieurs légendes parlent de ces expiations posthumes : en Berry, pendant les Avents de Noël, les fantômes de ceux qui ont succombé sous les coups des suppliciés jadis pendus au carroir (carrefour) des Pieds-Pressés viennent s’y assembler. Dans les Cornouailles anglaises, le fantôme d’un suicidé se montre parfois au carrefour où, suivant la coutume, il a été enterré. En Portugal, près du Minho, lorsqu’un mort que l’on conduit à l’église passe par un carrefour où se rencontrent trois chemins, on doit s’arrêter, ouvrir le cercueil et réciter une prière avec des répons.
Dans le Berry, un tornant (revenant) avait l'habitude de hanter le carroi de la Croix-Tremble où il mettait de l'ordre dans les petites croix de bois déposées autour de la grande croix lors du passage funéraire qui suivait le chemin des morts. Le soir des Morts, il appelait par trois fois ceux des habitants du village de Cosnay (commune de Lacs) qui devaient mourir dans l’année.
Le mythe récent des auto-stoppeurs fantômes modernise la mythologie du carrefour. Dans l'histoire classique, un auto-stoppeur, généralement une jeune femme habillée en blanc, mais aussi parfois un homme ou une femme âgée, fait de l'auto-stop la nuit et disparaît brusquement après être montée dans un véhicule, soit à l'approche d'un passage dangereux, soit en arrivant à une adresse donnée. Si les lieux de l'histoire varient selon les régions, un virage ou carrefour accidentogène est souvent cité.

### Rencontre avec des esprits
Dans la vallée du Lys, en val d'Aoste, le voyageur pouvait rencontrer aux carrefours le maléfique Der Brahms ou le farceur Lo Folet. Dans les Pyrénées, on craignait de rencontrer sur les routes le sombre fantôme de Tréva, qu'on a pu associer à la déesse Hécate-Trivia. Selon une légende du Haut-Languedoc, le Saurimonde se présente comme un bel enfant blond abandonné au bord d'une fontaine ou dans le carrefour d'un bois. Il appelle en sanglotant une bonne âme qui veuille l'adopter. Après avoir grandi, il se marie et voue ses proches à l'enfer.

### Rencontre avec le Diable

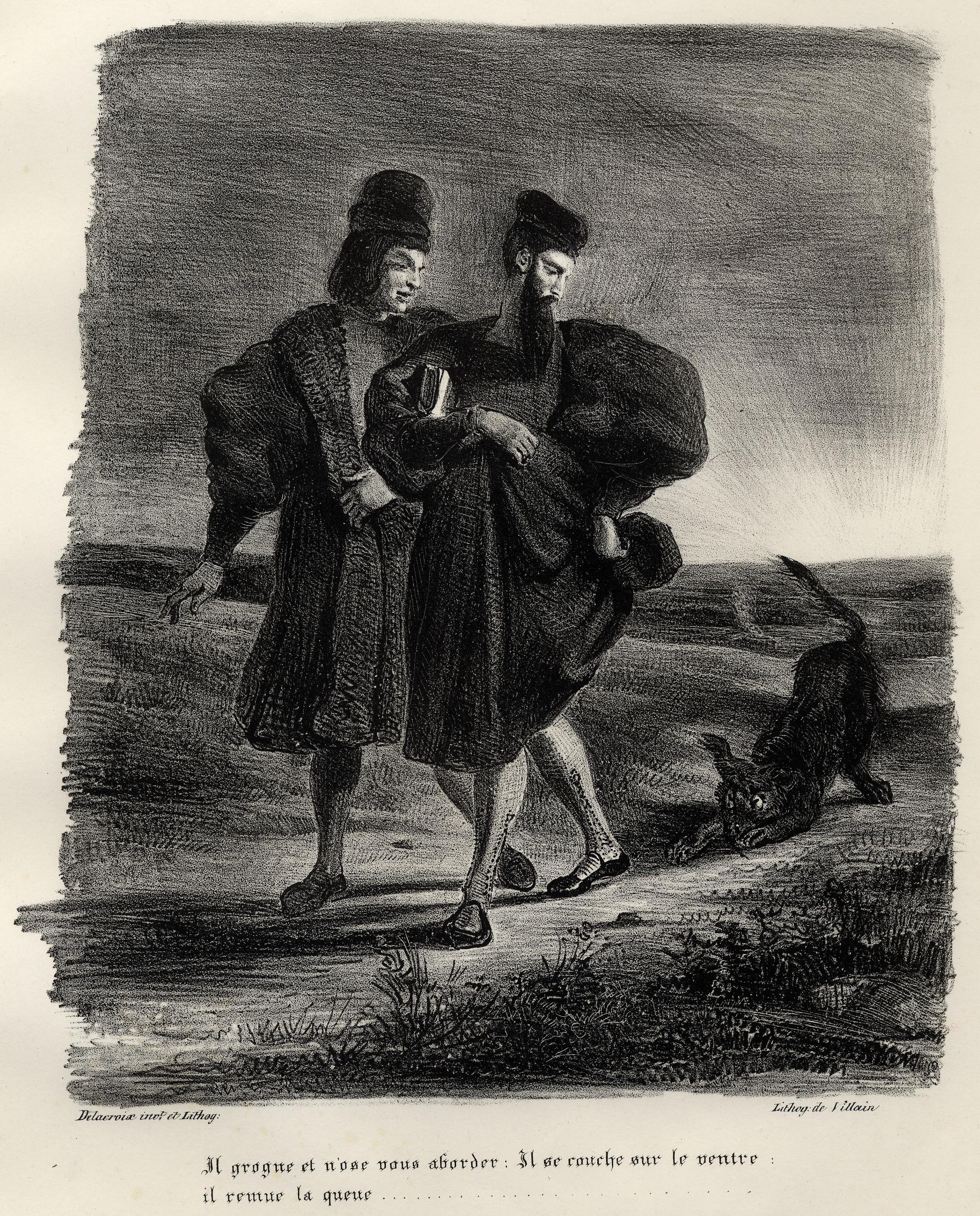
Faust, Méphistophélès et le barbet, gravure de Villain, d'après Eugène Delacroix.

C'est au carrefour que l'on tue la poule noire pour invoquer le Diable et c'est là qu'on a le plus de chance de le rencontrer. Un des procédés les plus répandus pour obtenir qu’il se montre et donne des richesses consiste à prendre une poule noire et à se rendre à minuit à l’embranchement de plusieurs chemins. En Berry, les sorcières qui veulent avoir une entrevue avec Georgeon (le Diable) tiennent la poule par les pattes et la font crier, en disant elles-mêmes par trois fois : « Qui veut de ma poule noire ? »
Au Carroir (carrefour en langue berrichonne) de la Bouteille, sur le chemin du Lys-Saint-Georges à Châteauroux, il y avait un chêne aux branches duquel pendait à certaines heures de la nuit une bouteille remplie d’un breuvage aussi délicieux que perfide. Si quelque ivrogne attardé s’avisait d’y tremper ses lèvres, il ne lui était plus possible de les en détacher, et, quand il avait fini de perdre la raison, un grand homme noir survenait qui lui proposait une partie de dés, et l’ivrogne, après avoir perdu tout son argent, finissait par perdre son âme. Pendant la nuit qui précède Noël, le Carroir à la Monnaie était pavé de pièces d’or envoyées par le Diable, et qui étincelaient dans l’ombre ; mais elles brûlaient comme le feu de l’enfer celui qui voulait les rendre.
« Dans le pays de Bigorre, on crie trois fois : « Argent de ma poule noire ! » A la troisième invocation. le diable accourt, accorde au demandant ce qu'il veut et l'inscrit sur son registre. Dans le centre de la France, si, en passant par un carrefour formé de deux chemins se coupant en croix et qu’au coup de minuit l’on prononce ces paroles : « Poule noire ! » l’on voit aussitôt une poule noire, en effet, se diriger vers la personne qui l’a appelée : « Tu m’as appelée, qu’est-ce que tu me veux ? » lui dit-elle. Alors la personne pose à la poule les questions pour lesquelles elle désire une réponse et qui sont le plus ordinairement relatives à un héritage probable, à la mort d'un parent, au gain d’un procès, quelquefois aussi aux choses de l’amour. La poule répond à toutes ces demandes. Mais, si la personne qui est venue évoquer la poule noire n’a rien à lui demander, n’a voulu faire qu'une plaisanterie, ou si les questions qu’elle lui pose sont fausses, la poule se change tout à coup en un diable qui saisit le questionneur, et l’entraîne au milieu des flammes et de la fumée dans un gouffre sans fond qui s’ouvre instantanément sous leurs pieds. En Saintonge, pour faire un pacte avec le Diable, il fallait se rendre, sans détourner la tète, en portant une poule noire sous le bras gauche, sur les coups de minuit, à la croisée de quatre chemins, et crier trois fois : « Mon ami, poule noire à vendre! » Satan, après avoir fait signer un pacte avec du sang, touchait la poule noire et lui donnait la vertu de pondre de l’or et de l’argent. Cette superstition est aussi commune en Belgique et en Portugal ».
Plusieurs grimoires populaires donnent des recettes détaillées qui permettent d'agir à coup sûr. « Prenez, dit l’un, une poule noire qui n’ait jamais pondu et qu’aucun coq n’ait approchée ; faites en sorte, en la prenant, de ne point la faire crier, et, pour cela, vous irez, à onze heures du soir, lorsqu’elle dormira, la prendre par le cou, que vous ne serrerez qu’autant qu’il le faudra pour l’empêcher de crier ; rendez-vous sur un grand chemin, à l’endroit où deux routes se croisent ; là, à minuit sonnant, faites un rond avec une baguette de cyprès, mettez-vous au milieu et fendez le corps de la poule en deux, en prononçant ces mots par trois fois : « Eloïm, Essaim, frugitavi et appelavi ». Tournez ensuite la face vers l’Orient et dites l’oraison « Domine Jesus Christe, etc. » Cela fait, vous ferez la grande appellation ; alors l’esprit immonde vous apparaîtra vêtu d'un habit écarlate galonné, d'une veste jaune et d’une culotte vert d’eau. La tête, qui ressemblera à celle d'un chien à oreilles d’âne, sera surmontée de deux cornes ; ses jambes et ses pieds seront comme ceux d’une vache ; il vous demandera vos ordres ; vous les lui donnerez comme vous le jugerez bon, car il ne pourra rien vous refuser. » Cette conjuration est aussi en usage dans la Belgique wallonne, au carrefour des Six-Voies, près de Moha, non loin de Liège, on vient égorger une poule noire pour avoir une apparition.
Le Morvandeau  craignait les carrefours de nuit, il y passait vite, en se signant trois fois, pour éviter que le Diable apparaisse. Dans le Forez, pour faire une pacte avec Satan, « Allez à minuit dans un carrefour formé par quatre chemins et où il n'y ait pas de croix. Décrivez un cercle en marchant à reculons et en prononçant cette incantation naïve : « Poule, poule noire, apporte-moi des écus ». En Ukraine, qui veut avoir affaire avec le diable et lui vendre son âme doit aller au carrefour où se croisent trois chemins et où se trouvent trois croix. Une fois là, il l’appelle trois fois : « Petit Grégoire sans talons ! » Le diable paraît tout de suite et demande : « Qu’est ce que tu veux ? » Et on peut s’entendre avec lui. Dans le même pays, pour se procurer le rouble que l’on ne peut pas dépenser entièrement, il faut trouver un chat tout noir, l'envelopper dans un filet et l’apporter au carrefour. Les diables viendront l'acheter et donneront le rouble en question.
C'est à un carrefour du sud des États-Unis dans les années 1930 que, d'après la légende, le guitariste Robert Johnson rencontra le diable.

### Rencontre avec des animaux fantastiques
Les animaux fantastiques sont particulièrement fréquents lors des rencontres surnaturelles aux carrefours. Dans le Berry par exemple, la nuit venue, on peut voir aux carrefours des lièvres blancs, des boucs à la barbe argentée, aux cornes flamboyantes, et surtout des chats ; ceux-ci affectionnent tout particulièrement les croisements de routes où se trouvent des croix. Ils tiennent régulièrement un sabbat particulier dans un carroir (carrefour) au pied d’une croix, dans la nuit du mardi gras au mercredi des Cendres. En Gascogne, le Mandagot, animal envoyé par le Diable pour enrichir ceux qui se sont donnés à lui, se montre généralement la nuit de Noël, à l’embranchement de quatre chemins, près de la croix.
En Bretagne, ceux qui souhaitaient se procurer un chat d'argent se rendaient à un carrefour ou se croisaient cinq routes et invoquaient l'Abominable. Un chat noir arrivait alors, accompagné de divers animaux, dont un autre chat qui appartient au sorcier en échange de son âme. Une fois l'animal chez lui, le sorcier devait lui confier une bourse contenant une certaine somme d'argent. Le chat disparaissait alors, et revenait le lendemain avec le double de cette somme. Une autre légende considère qu'on peut capturer un chat d'argent en restant plusieurs nuits à l’affût devant la croisée de quatre chemins, puis en l'attirant avec une poule morte pour le capturer. Une fois le chat d'argent mis dans un sac, la personne doit rentrer chez elle sans se retourner, quoi qu'elle puisse entendre derrière elle. Ensuite, le chat doit être enfermé dans un coffre, puis nourri jusqu'à ce qu'il soit complètement apprivoisé. Il trouvera par la suite une pièce dans le coffre tous les matins.
Sur l'île de Jersey, un chat noir diabolique apparaît parfois au Carrefour à Chendre. Si une femme, attendrie par ses miaulements déchirants, le prend dans ses bras et poursuit son chemin, alors le chat va devenir de plus en plus gros, de  plus en plus lourd, collé dans ses bras sans qu'elle puisse le déposer. Il faudra qu'elle fasse demi-tour et regagne le Carrefour à Chendre pour que le chat diminue peu à peu de taille. Arrivé au carrefour, le chat sautera et disparaîtra.
A Guignen et dans les communes voisines, on désigne sous le nom de Serpinette une vision qui apparaît la nuit, sous la forme d'un gros chat ou d'un mouton, aux abords des croix plantées dans les carrefours isolés. Bien que la Serpinette passe pour être un commis voyageur du Diable, elle ne fait aucun mal aux passants et on recommande de ne pas la frapper.

### Rencontre avec des loups-garous

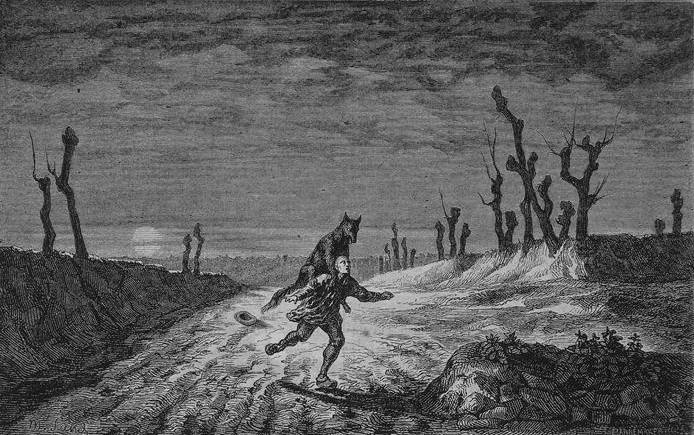
Le Loup-Garou, par Maurice Sand en 1857, illustrant une légende du Berry.

Dans le Morvan, le fluteur qui s'est transformé en loup-garou convoque son troupeau de loups dans quelque sombre carrefour. Ses farouches protégés, assis en rond autour de lui, le fixant sans bruit, écoutent attentivement ses instructions. Il leur indique les troupeaux de moutons mal gardés, ceux de ses ennemis de préférence. Mais les loup-garous sont aussi maltraités par le Diable, leur maître qui les flagelle pendant leur promenade nocturne, au pied de toutes les croix, au milieu de tous les carrefours.

## Traditions populaires autour des carrefours

### Thérapeutiques folkloriques
Des opérations de médecine superstitieuse doivent, pour être efficaces, êtres accomplies aux carrefours. En Berry, des fiévreux, après avoir fait cuire un œuf dans leur urine, viennent le déposer au carroir, dans l’espoir que celui qui le ramassera contractera la fièvre qui les ronge. De façon analogue, dans la Montagne Noire française, les fiévreux vont déposer avec quelque cérémonie une pièce de monnaie dans un carrefour ; celui qui la prend est aussitôt saisi de la fièvre qu’avait le possesseur de la pièce. Dans les Côtes-d'Armor, les bouts d'ongle coupés et mis dans un papier qu'on va déposer dans un carrefour guérissent la fièvre intermittente. Dans la région allemande d’Oldenbourg, on avait pour habitude de déposer aux croisements un bout de bandage avec le pus du malade ou du blessé, afin que celui-ci soit guéri. Et il existait même une étrange coutume qui conseillait à celui qui souffre de fièvre, de se placer à un croisement, la tête en bas et de siffler trois fois.
En Basse-Bretagne, quand la lune est pleine, pour guérir ses verrues, il faut s'agenouiller dans un carrefour, à l'endroit le plus éclairé, et dire trois fois, en passant le pouce sur chacune de ses verrues: « Salud loar gan, Kass ar re-man Gan-ez ac'han ! (Salut, pleine lune, emporte celle-ci avec toi loin d'ici !) ».
Dans le Pendjab du XIXe siècle, les femmes stériles pouvaient combattre leur malédiction en brûlant clandestinement, à minuit, un dimanche, par une nuit sombre et autant que possible dans un carrefour, une petite quantité de chaume provenant de sept habitations et sur ce feu elles font chauffer l'eau avec laquelle elles se lavent. En Indochine, les possédés sont menés à un carrefour entouré de bois, et on les assied sur un petit tréteau. Les Daïâcs des côtes de Bornéo, lorsqu'ils passent auprès d'un arbre situé au milieu d'un carrefour, y accrochent un lambeau de vêtement pour éviter la maladie.

### Autres traditions populaires
En Franche-Comté, on sortait toujours le corps du défunt les pieds les premiers. Puis on allait brûler la paille de son lit à un carrefour ou sur une croisée de chemins. Le chasseur tyrolien qui voulait se procurer des balles enchantées ou infaillibles (Freikugeln) ne manquant jamais leur coup devait aller, pendant la nuit de Noël, les fondre en silence dans un carrefour hanté par la chasse fantastique ou par toute autre diablerie. Dans le Erzgebirge et le Harz, on avait l’habitude de cracher par trois fois aux carrefours afin d’éloigner les mauvais esprits. En Allemagne, le diable semait à quelques carrefours des pièces d’or que les sorcières venaient ramasser.
Les Bretons du Morbihan disent que le monde finira lorsque les chemins se croiseront presque partout, et lorsque les landes seront toutes défrichées.

## Quelques carrefours

### Carrefours surnaturels

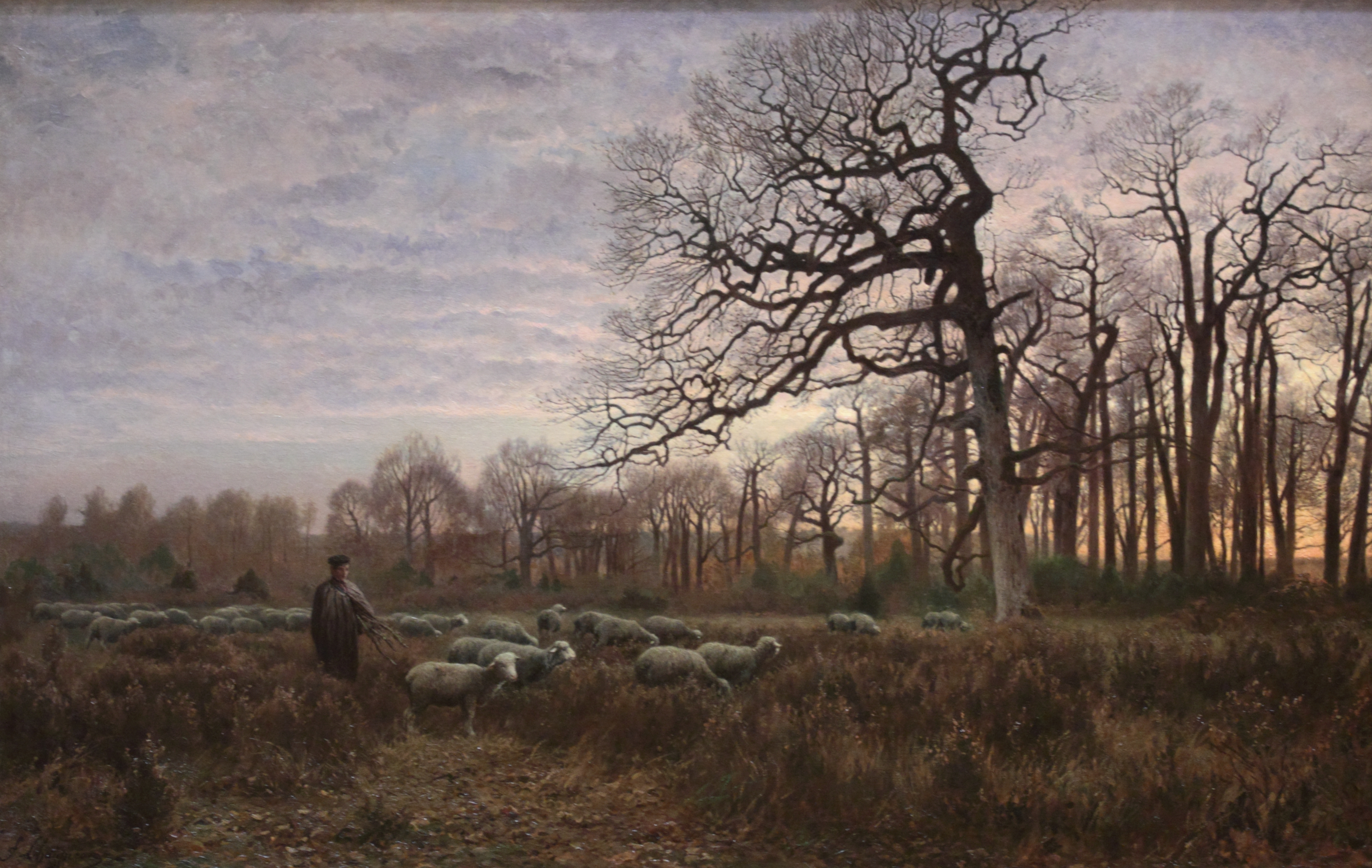
Le Carrefour de l'épine en forêt de Fontainebleau, peinture de Ferdinand Chaigneau.

- Carrefour des fées, commune de Gisors, dans le département français de l'Eure (49° 17′ 56″ N, 1° 45′ 08″ E) : où les fées se réunissaient de nuit[81],[82].
- Carrefour du château-fée, sur la commune de Coyolles, dans le département français de l'Aisne, au sein de la forêt de Retz(49° 15′ 55″ N, 3° 11′ 15″ E) : D'après la légende, un docteur de l'Université de Paris, qui voyageait avec un serviteur et qui s'était égaré la nuit dans la forêt, rencontra un manoir fantastique dont le seigneur lui offrit l'hospitalité. On lui mit en main une coupe richement ornée et on lui versa du vin ; mais, avant de boire, le docteur fit le signe de la croix au-dessus de la coupe. Tout s'évanouit aussitôt, excepté le précieux hanap, qui lui resta et qu'il vendit pour une grosse somme d'argent[83].
- Carrefour de la sorcière, sur la commune de Corcy, dans le département français de l'Aisne, au sein de la forêt de Retz(49° 13′ 15″ N, 3° 03′ 19″ E)
- Carrefour du diable dans la forêt de Compiègne, commune de Saint-Jean-aux-Bois, dans le département français de l'Oise (49° 21′ 48″ N, 2° 54′ 40″ E)
- Carrefour du diable dans la forêt d'Écouves, commune d'Écouves (48° 31′ 36″ N, 0° 06′ 26″ E)
- Carrefour de la croix Bronzeau, commune d'Estivareilles, dans le département français de l'Allier (46° 25′ 54″ N, 2° 37′ 44″ E) : Cette croix, appelée autrefois Bronzo ou Brouzio, est certainement une ancienne borne itinéraire. Par la suite christianisée, elle est placée à un carrefour maléfique pour conjurer le mauvais sort, le mot Brouzo désignant une sorcière ou un mauvais esprit. Elle aurait été plantée en un lieu où se réunissaient les sorciers ou les meneurs de loups[84].
- Le carroi des Pas-Pressés sur la commune de Fougerolles, dans l'Indre (46° 33′ 28″ N, 1° 53′ 33″ E) était un sinistre carrefour où se rendait la justice des seigneurs locaux. Aux Avents de Noël, les fantômes des pendus revenaient pour danser une sarabande endiablée.
- Carrefour des six chemins près d'Ossogne en Belgique, endroit inquiétant car formé de la jonction de plusieurs routes redoutées (50° 16′ 40″ N, 4° 21′ 15″ E) [85].
- Le Paquis des poules, à un carrefour de six voies était connu comme un lieu de sabbat près de Gespunsart (49° 49′ 31″ N, 4° 48′ 52″ E)[86].

### Carrefours de sept chemins
Plus il y a de voies arrivant à un carrefour, plus son pouvoir occulte est censé être intense, d'autant que pour nombre d'entre-eux, ils sont traversés par d'anciennes voies romaines ou antiques.
- Le carroi des sept chemins sur la commune de Braslou, dans l'Indre-et-Loire (46° 58′ 54″ N, 0° 26′ 20″ E), traversée par une ancienne voie gallo-romaine.
- Le carrefour des sept chemins, commune de Mercurol-Veaunes, département de la Drôme (45° 02′ 22″ N, 4° 53′ 13″ E), traversée par la Via Agrippa romaine[87].
- Le carrefour des sept chemins, commune de Hémonstoir, département des Côtes-d'Armor, lieu connu de sabbat[88]
- Le carrefour des sept chemins, commune de Tricot, département de l'Oise (49° 33′ 11″ N, 2° 36′ 13″ E), croisement de deux anciennes voies romaines[89] et lieu connu de sabbat[90].
- Le carrefour des sept chemins, dans la forêt de Liffré, dans le département d'Ille-et-Vilaine à Liffré, (48° 13′ 03″ N, 1° 25′ 52″ O).
- Le carrefour des sept chemins, dans la forêt de Paimpont (parfois identifiée à la forêt de Brocéliande), dans le département d'Ille-et-Vilaine à Paimpont, (48° 02′ 08″ N, 2° 09′ 18″ O).
- Lieu-dit des sept chemins, à Vourles, dans le département du Rhône (45° 39′ 12″ N, 4° 45′ 01″ E)
- Le carrefour des sept chemins, dans la banlieue lyonnaise, à la confluence de 4 communes (45° 44′ 39″ N, 4° 55′ 57″ E).
- Le carrefour des sept chemins sur la commune de Bougon, département des Deux-Sèvres, proche du dolmen de la Pierre-Levée des Sept Chemins, et où un dicton local promet de trouver le Veau d'or enterré à proximité[91] (46° 21′ 42″ N, 0° 04′ 26″ O).
- Le carrefour des Sept-Chemins est une ancienne place de Montreuil en Seine-Saint-Denis (48° 52′ 05″ N, 2° 26′ 49″ E).
- Le carrefour des sept chemins, dans la commune de Trith-Saint-Léger, , département du Nord, ancien carrefour 50° 20′ 19″ N, 3° 28′ 58″ E).

## Le surnaturel au carrefour dans les arts

### Littérature
Le carrefour est souvent un lieu privilégié de la narration, où la rencontre inattendue, le choix et le destin se croisent. Il n'est pas étonnant de retrouver souvent ce thème dans la littérature, sa forte symbolique surnaturelle s'ajoutant volontiers à la dramatisation de la scène.
Dans sa tragédie Œdipe, Sénèque détaille la description des trois voies formant le carrefour fatal où Œdipe tue son père : La route de Delphes s'élève vers la divinité sublime, la route de Corinthe reste la voie moyenne d'une existence banale, le chemin tortueux de Thèbes descend vers une froide rivière qui évoque le Styx infernal.
C’est dans un carrefour où se rencontraient quatre chemins que le docteur Faust conjure pour la première fois le diable, dans le livre anonyme Historia von Johann Fausten, publié en 1587 par l'éditeur Johann Spies.
Pierre de Ronsard évoque les antiques et sombres traditions des carrefours dans quelques poèmes.
Charles Dickens, dans sa nouvelle Le Magasin d'antiquités, écrite en 1840, décrit un de ses personnages, le nain Quilp, soupçonné de s'être suicidé et pour cela « enterré avec un pieu enfoncé au travers du cœur, au beau milieu d’un carrefour ». Heinrich Heine dans un poème évoque également les suicidés enterrés aux carrefour. Alfred Tennyson évoque la même tradition dans un autre poème, où le mort ne peut trouver le repos en raison du vacarme incessant du passage des voyageurs au carrefour.

### Peinture

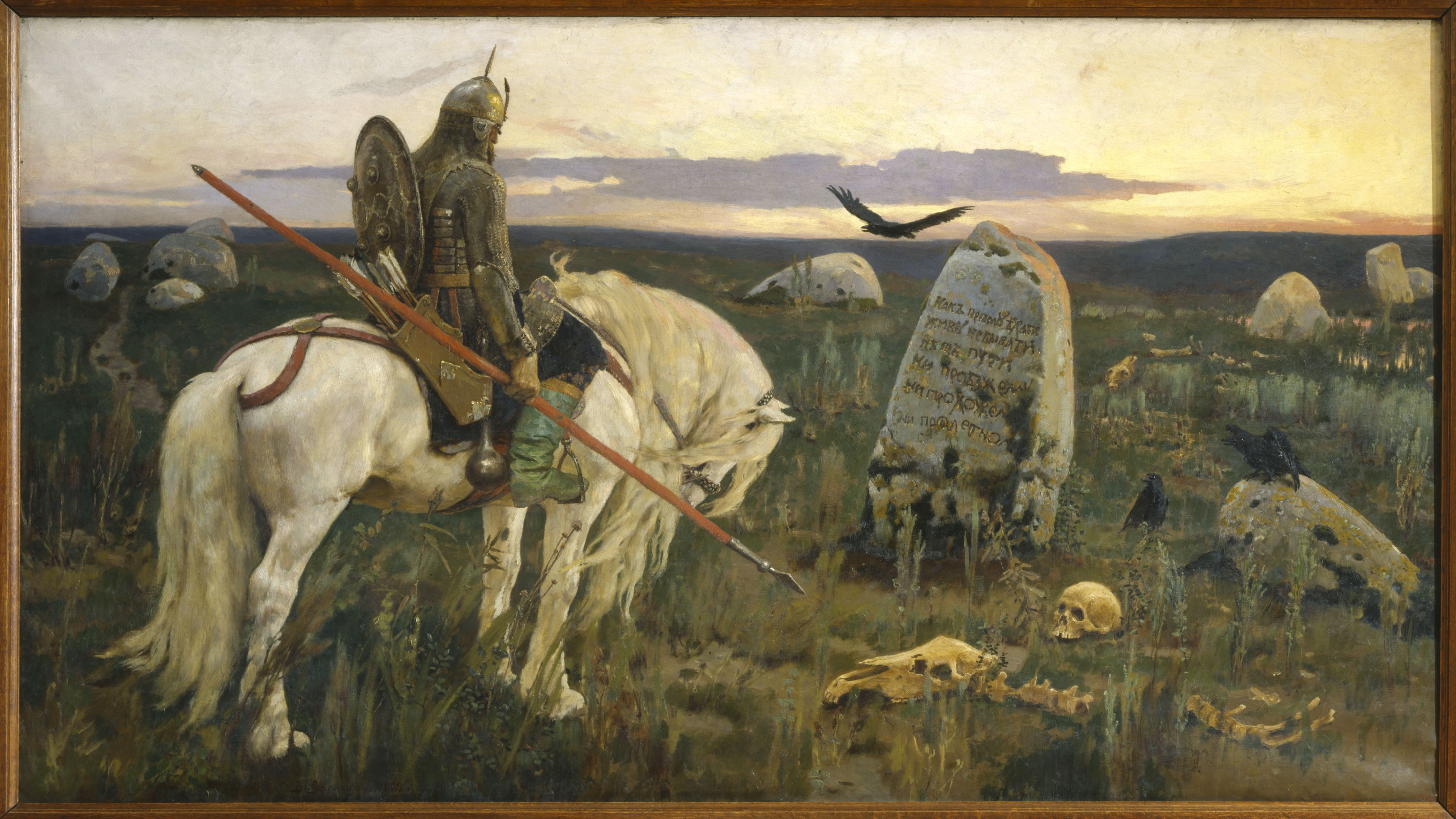
Le Chevalier à la croisée des chemins, peinture de Viktor Vasnetsov.

Une peinture de Viktor Vasnetsov montre Le Chevalier à la croisée des chemins, qui arrive devant une stèle de pierre où est inscrit ce qui l'attend dans chaque direction : « Si droit devant tu vas, aucune vie ne trouveras. Par là point de route, ni à pied, ni à cheval, ni par les airs ». Plus loin, « Si à droite tu vas, une épouse tu trouveras. Si à gauche tu vas, fortune tu feras. »

### Musique
L'une des plus célèbres et des plus récentes histoires d'apparition du diable à un carrefour est celle concernant Robert Johnson, le célèbre guitariste et chanteur de blues américain dans le sud des États-Unis des années 1930. Selon la légende, un soir très sombre, alors qu'il se promenait dans les alentours de Clarksdale dans le Mississippi, il se perdit à un carrefour (« crossroads » en anglais). Comme il commençait à s'endormir, une brise fraîche le réveilla. Il vit au-dessus de lui une ombre immense avec un long chapeau. Effrayé, ne pouvant dévisager cette apparition, Johnson resta comme paralysé. Sans un mot, l'apparition se pencha, prit sa guitare, l'accorda, joua quelques notes divines avant de lui rendre l'instrument et de disparaître dans le vent noir du Sud. La légende proviendrait d'un autre blues man, Tommy Johnson, qui prétendait avoir vendu son âme au diable, un soir, à un carrefour, pour obtenir sa virtuosité à la guitare. Mais ces histoires se greffent également sur le mythe vaudou de Papa Legba.